# Touva
Ne doit pas être confondu avec Toula, ni avec l'oblast de Toula.
Touva (nom local : /tʰɯˈʋa/), en forme longue la république de Touva (en russe : Республика Тыва, tr. Respublika Tyva ; en touvain : Тыва Республика), est un sujet de la fédération de Russie dont le territoire est situé en Sibérie. La république partage des frontières terrestres avec la Mongolie et les sujets des républiques de l'Altaï, de Khakassie et de Bouriatie, du kraï de Krasnoïarsk et de l'oblast d'Irkoutsk. Rosstat lui attribue le code 93, et son code d'immatriculation est le 17.
Touva est une république sibérienne de Sibérie orientale. Elle tire son nom des Touvains, peuple turcophone se proclamant indépendant en proclamant la république populaire de Tannou-Touva (1921-1944). Cette indépendance est toutefois très relative étant donné que la république est directement placée sous le protectorat de l'Union Soviétique. Elle fait partie de la fédération de Russie depuis 1990 après la chute de l'Union Soviétique. Son drapeau est constitué des couleurs de la république : l'or, le blanc et le bleu, les lignes blanches représentant les rivières qui traversent la république. Son hymne est depuis 2011 Je suis Touvain. Elle a pour capitale Kyzyl et pour langues officielles le russe et le touvain. Sa monnaie est le rouble.
En 2016, la population de la république de Touva est de 315 637 habitants, ce qui en fait le sixième sujet de la fédération de Russie le moins peuplé (devant la Kalmoukie, l'Altaï, les oblasts autonome juif et de Magadan, la Tchoukotka et la Nénétsie). C'est aussi le vingt-deuxième sujet ayant la plus grande superficie, ce qui en fait le neuvième sujet le moins densément peuplé.

## Géographie

### Situation
Couvrant une superficie de 168 604 km2, la république de Touva est le vingt-deuxième plus grand des sujets russes ; avec une superficie cependant petite pour la Sibérie, et avec une taille quasi identique au kraï de l'Altaï et ses 167 996 km2. Elle compose 0,98 % du territoire de la fédération de Russie, et 3,87 % du district fédéral sibérien, soit une taille comparable à l'Uruguay ou au Suriname. Le territoire de la république, établie dans le sud de la Sibérie, borde au sud la Mongolie, à l'ouest la république de l'Altaï et au nord-ouest de la république de Khakassie. Au nord, il est limitrophe du kraï de Krasnoïarsk, au nord-est de l'oblast d'Irkoutsk (dont de la Tofalarie) et à l'est de la Bouriatie.
La république de Touva possède un relief très montagneux, avec des massifs comme les monts Saïan au nord et à l'est, le Tannou-Ola au sud et l'Altaï à l'ouest. Au centre, une grande plaine s'étend dans la vallée de l'Ienisseï; le bassin de Touva. Son point culminant est le Mongoun-Taïga avec ses 3 970 mètres à l'extrême-ouest de la république.

La république s'étire sur 630 kilomètres d'ouest en est, et de 420 kilomètres du nord au sud dans sa partie orientale. Kyzyl, sa capitale, est parfois considérée comme le centre géographique de l'Asie (en).

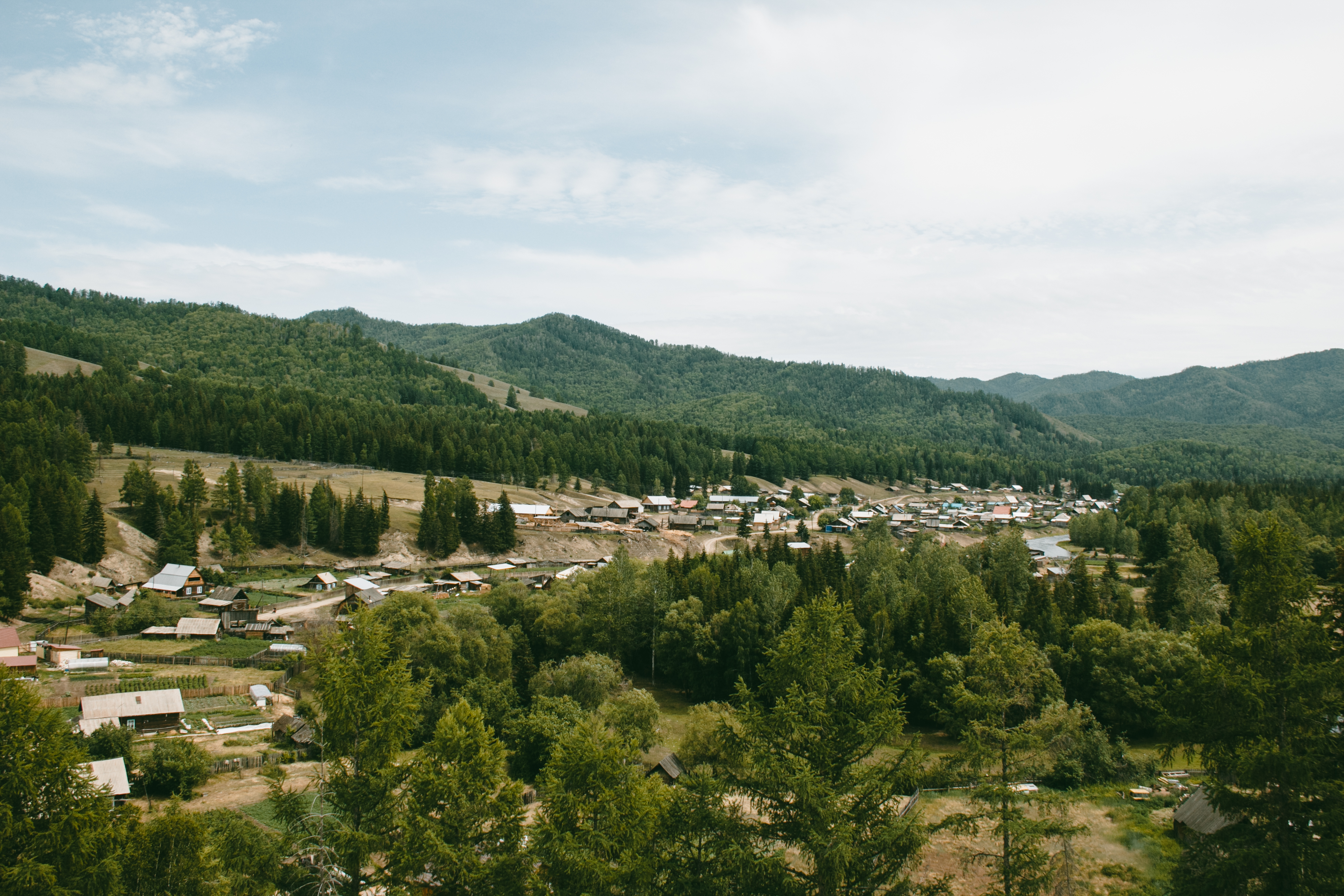
Village de Sizim.
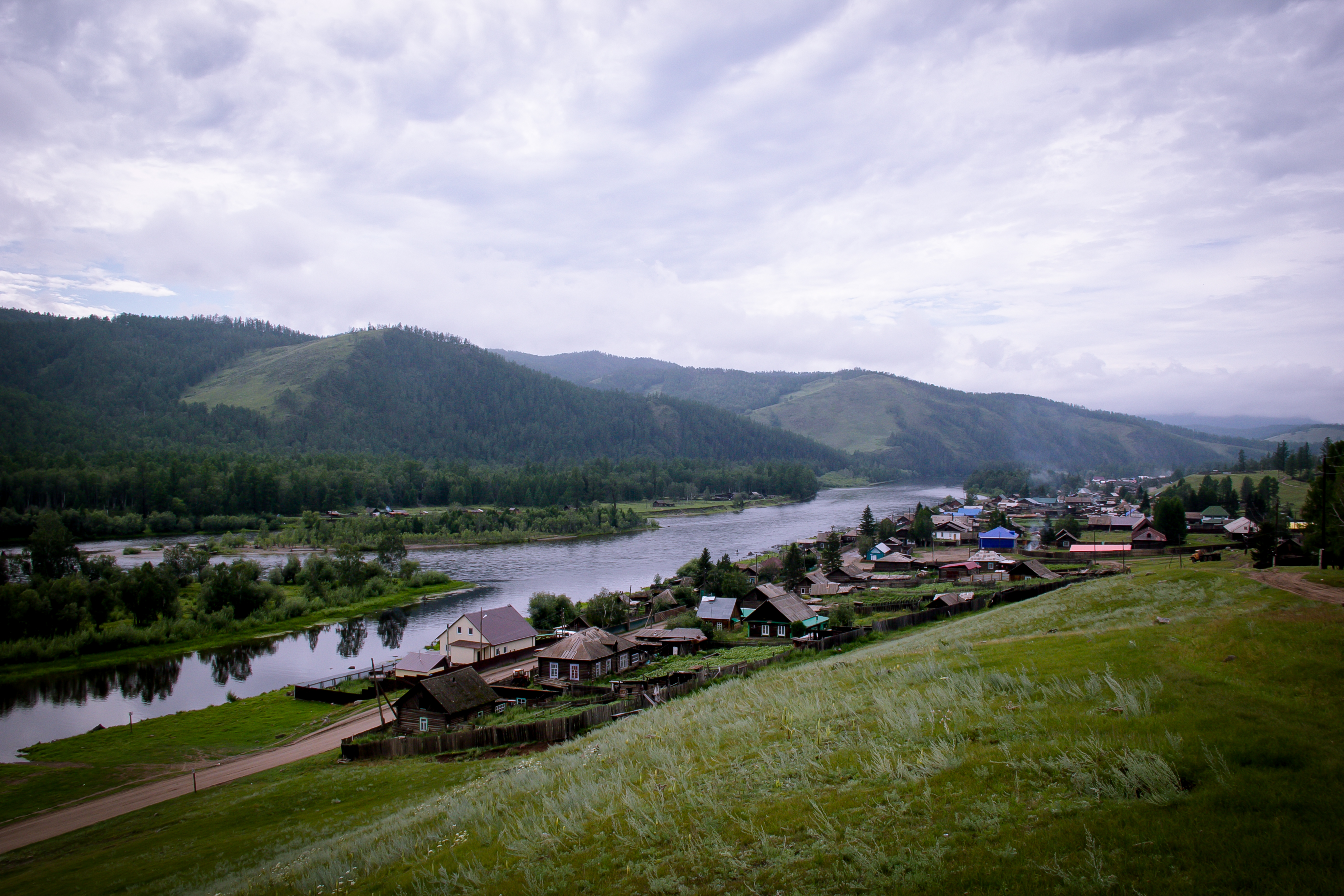
Village de Saldam.
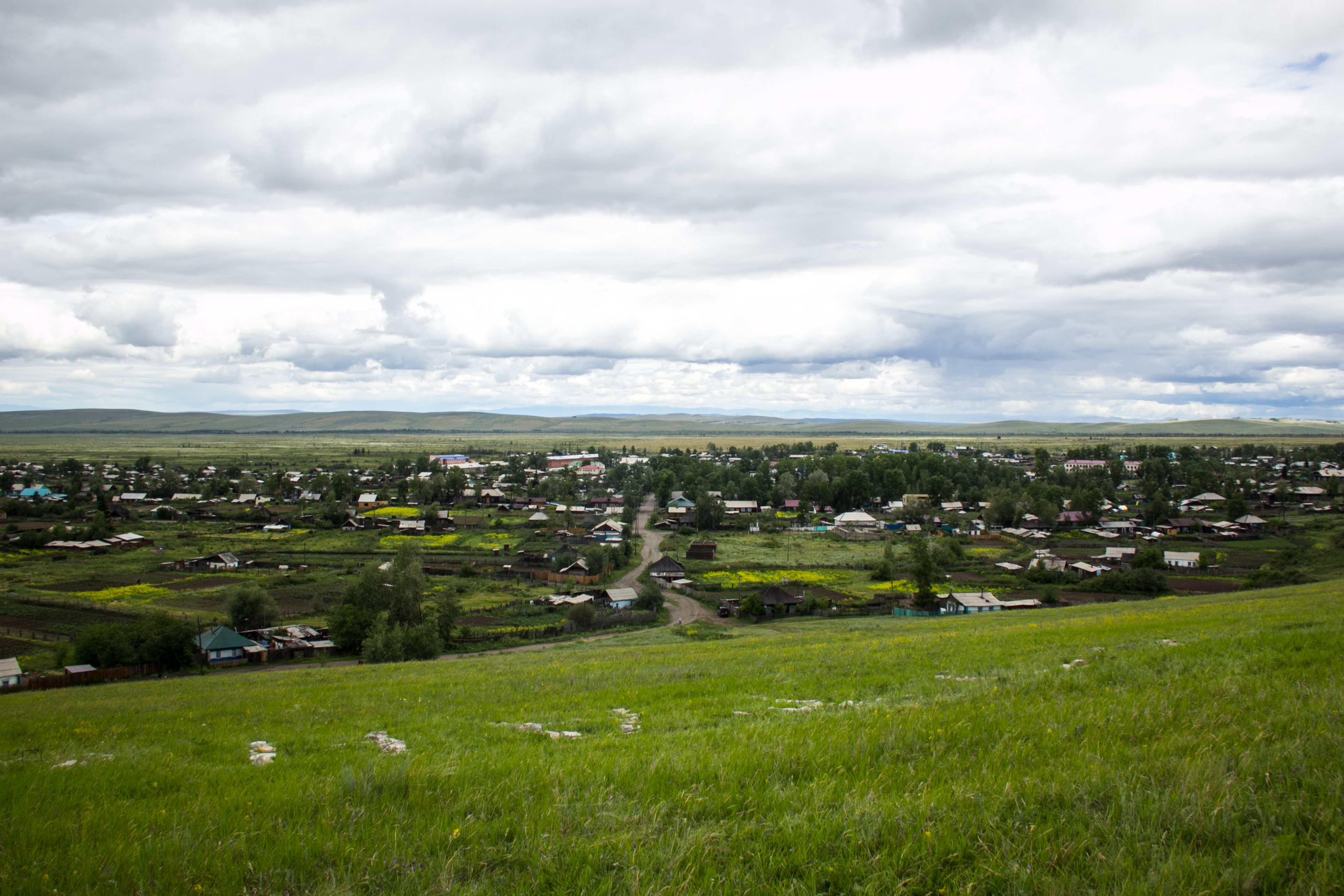
Village de Baï-Khaak.
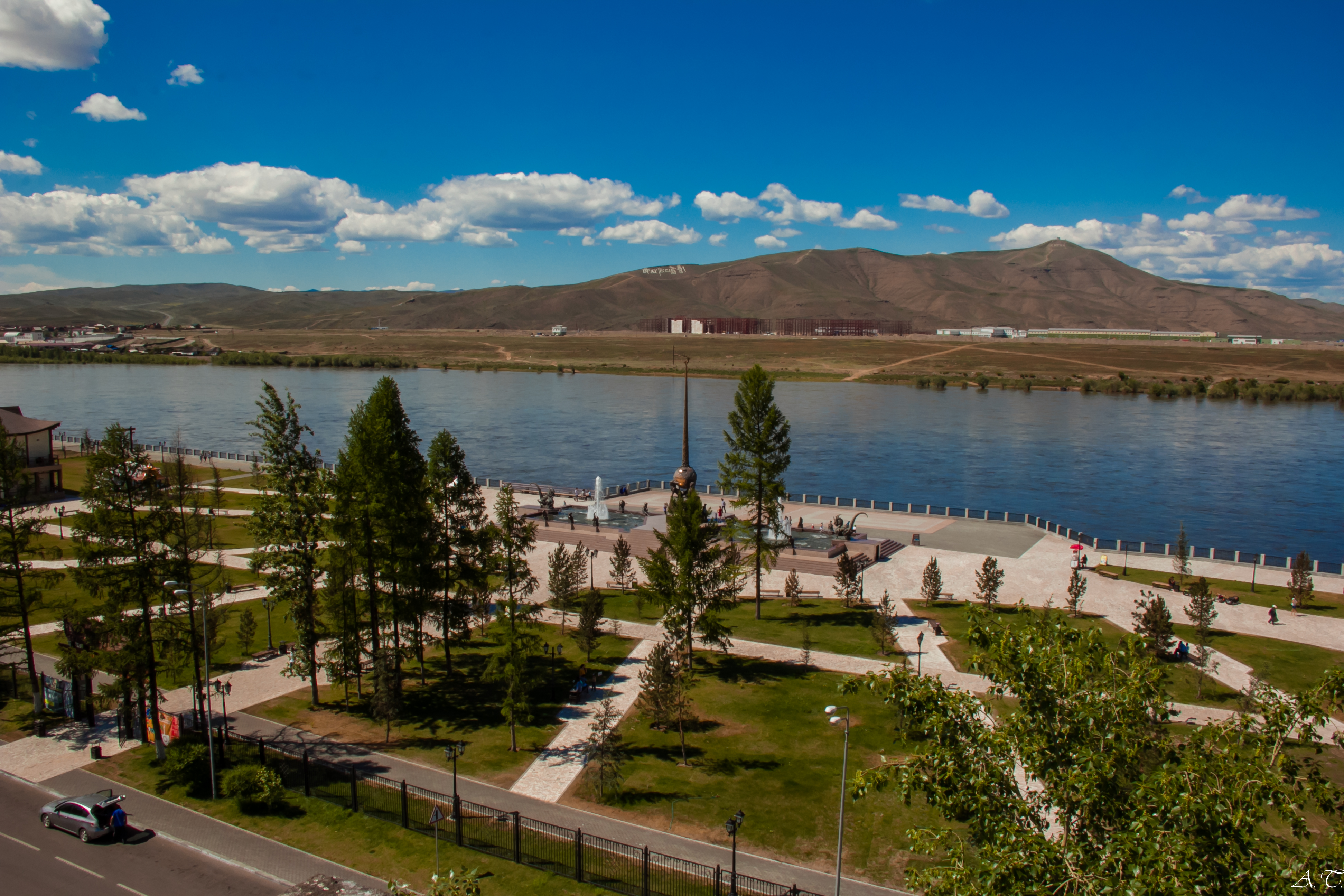
Colonne du centre géographique de l'Asie, Kyzyl.

### Hydrographie
Le Touva possède un riche potentiel en eau douce. Presque tous les fleuves appartiennent au bassin du Haut-Ienisseï, et seuls les versants sud du Tannou-Ola et du Sanguilen donnent leurs eaux aux rivières à l'Uvs-Nuur du bassin versant des Grands Lacs, qui est une vaste dépression tectonique à l'ouest de la Mongolie et du au sud de Touva. Le débit de tous les cours d'eau est en moyenne de 39 596 millions de m3.
L'un des plus grands fleuves du monde, l'Ienisseï (Ulug-Khem), prend sa source à Touva. Dans le bassin de Touva, près de Kyzyl, deux rivières se rejoignent pour le former : le Grand Ienisseï (Biy-Khem) et le Petit Ienisseï (Kaa-Khem). Le fleuve reçoit la majeure partie de son eau lors de la fonte des neiges printemps-été et des pluies estivales.
Au total, la république compte 15 239 cours d'eau sur son territoire, d'une longueur totale de 72 247 km. Le bassin du Grand Ienisseï comprend 4 747 cours d'eau d'une longueur de 25 823 km ; celui du Petit Ienisseï de 4 977 cours d'eau avec une longueur totale de 20 421 km. Le bassin de l'Ienisseï en lui-même, sans le bassin du Grand et du Petit, a 2 824 cours d'eau avec une longueur totale de 15 293 km. Le nombre total de rivières d'une longueur supérieure à 10 km est de 1 201, avec une longueur totale de 30 588 km. Plus de 92 % des cours d'eau, 14 128 cours d'eau, ont une longueur inférieure à 10 km, et ont une longueur totale de 41 659 km.

La république de Touva est riche en lacs, avec environ 6 720 à travers le territoire d'une superficie de 1 084 km2. La partie nord-est est riche en lacs, avec 4 890, soit 73 % du total, avec une superficie de 720 km2. La république compte de plus six réservoirs entièrement dans son territoire, ainsi qu'une partie du réservoir de Saïano-Chouchensk. 

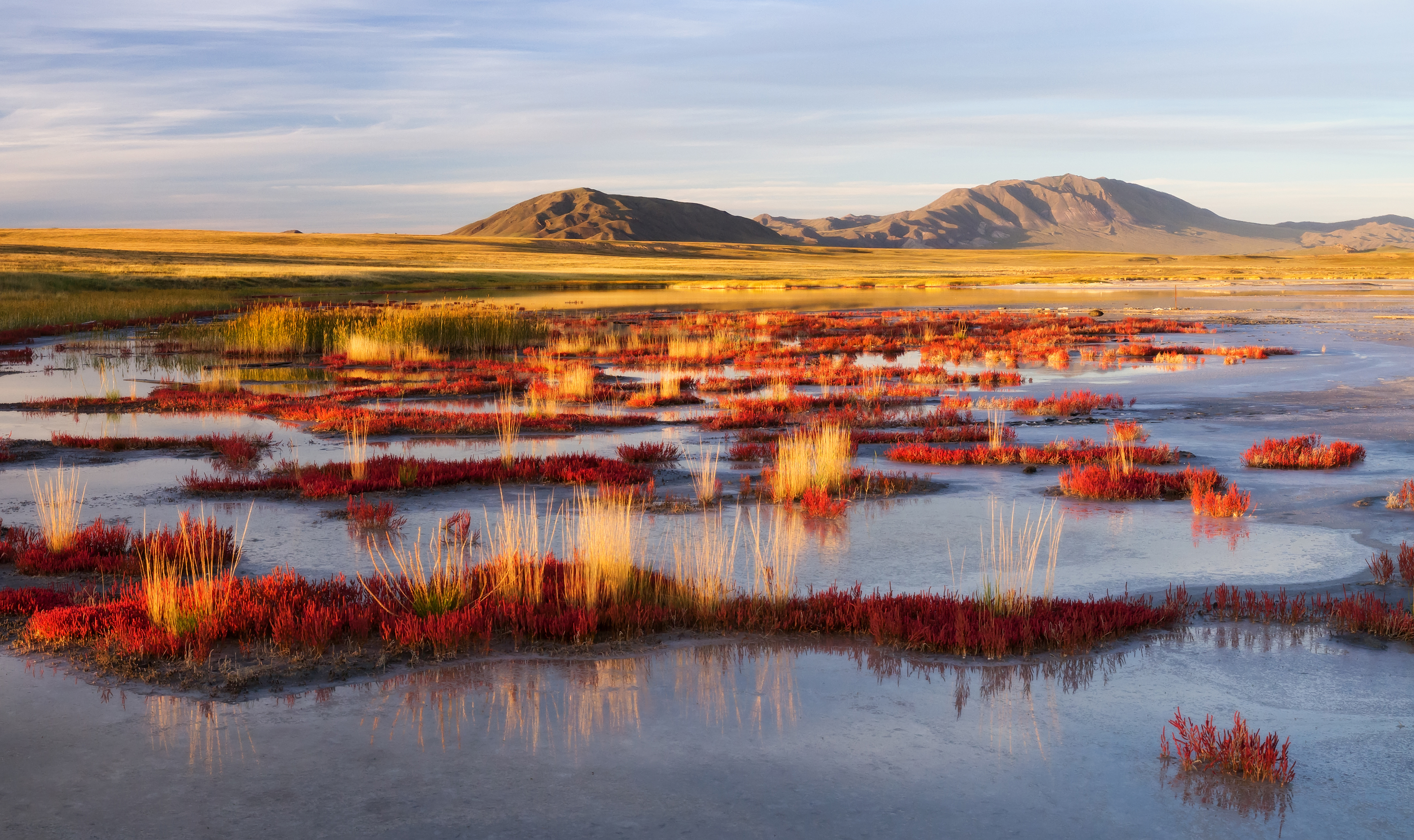
Lac Dus-Khol, paysage de la réserve naturelle du bassin de l'Oubsou-Nour.
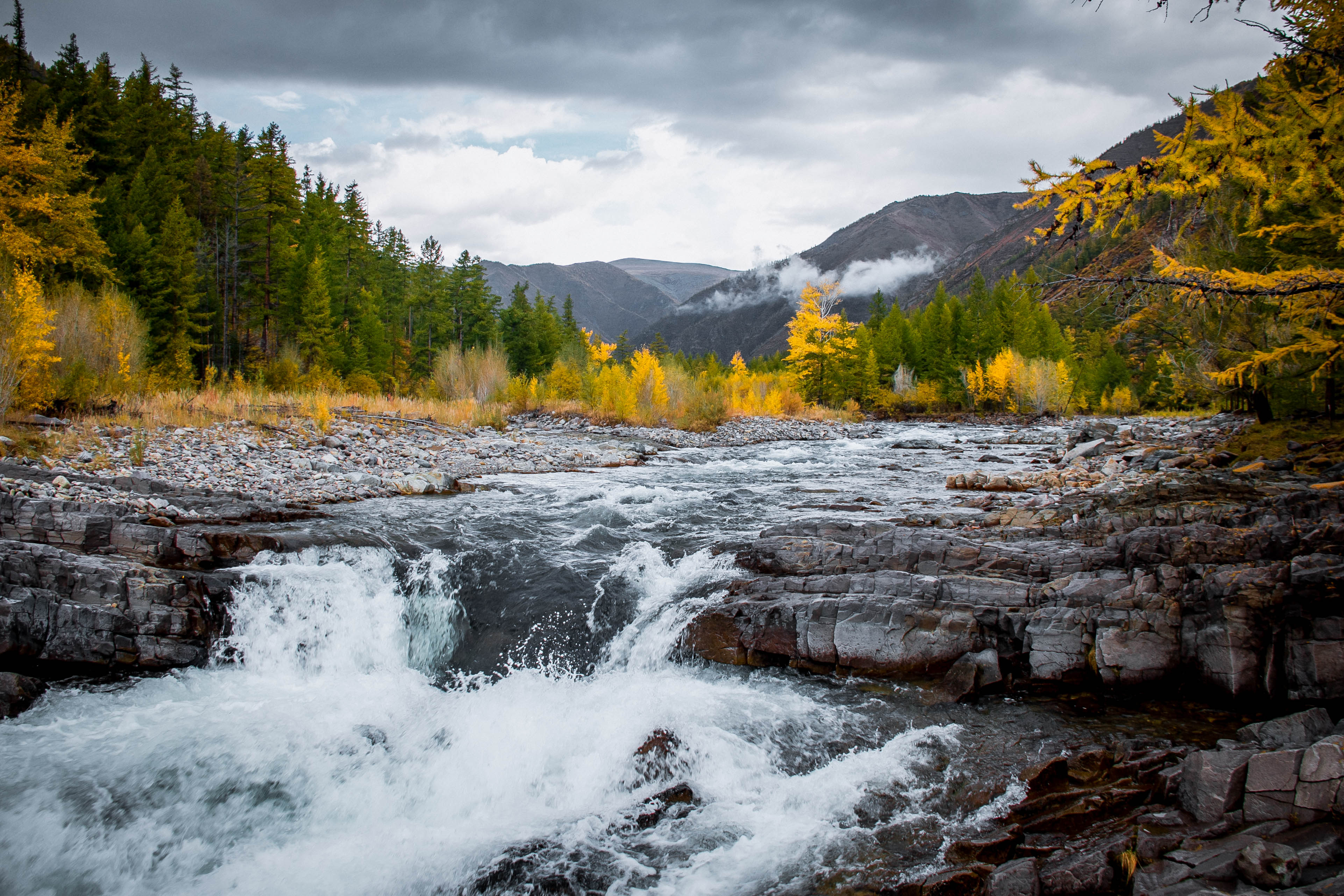
Chute d'eau dans la khojuun d'Oviour.
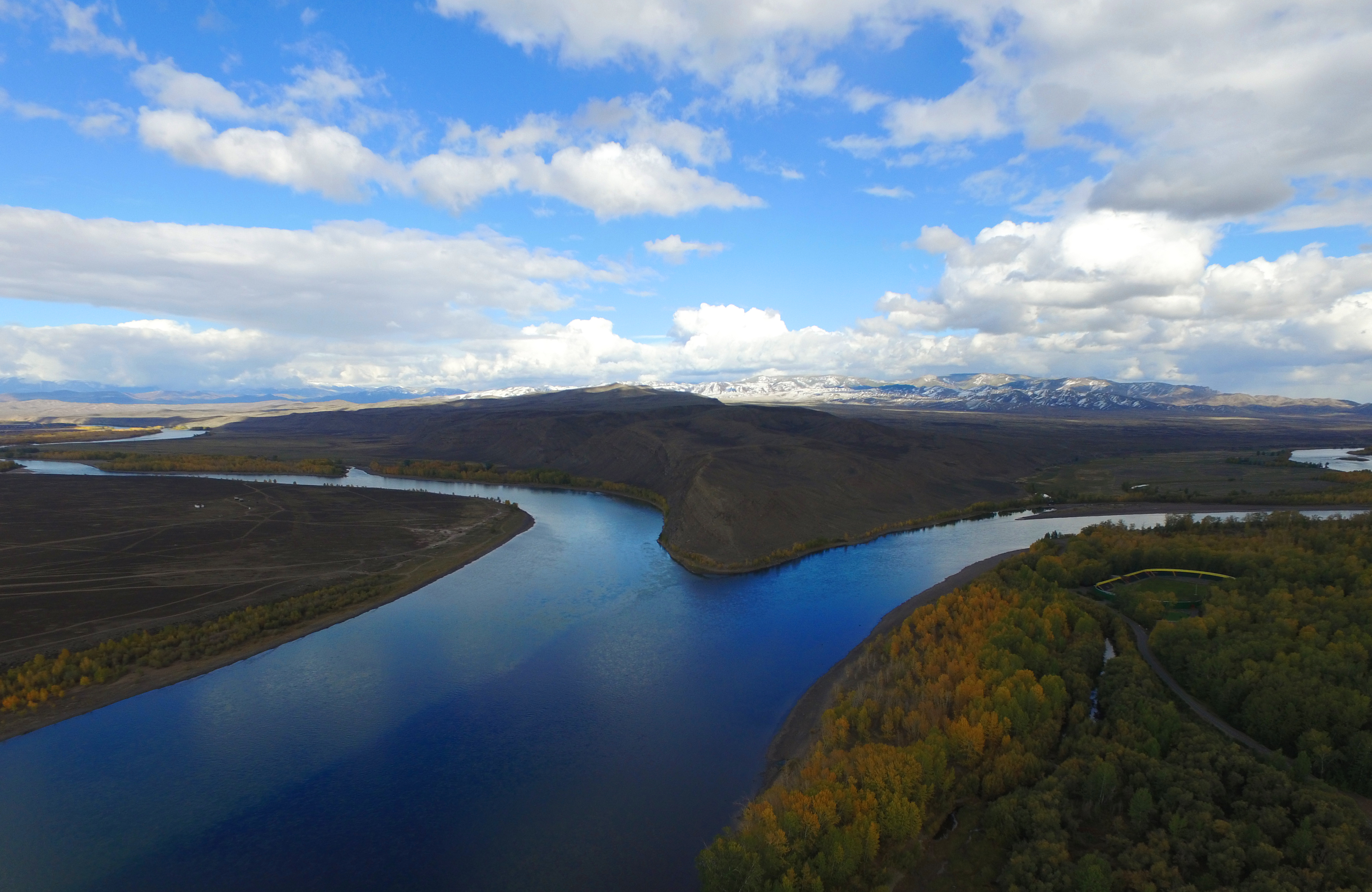
Confluence du Grand (gauche) et Petit (droite) Ienisseï à Kyzyl.
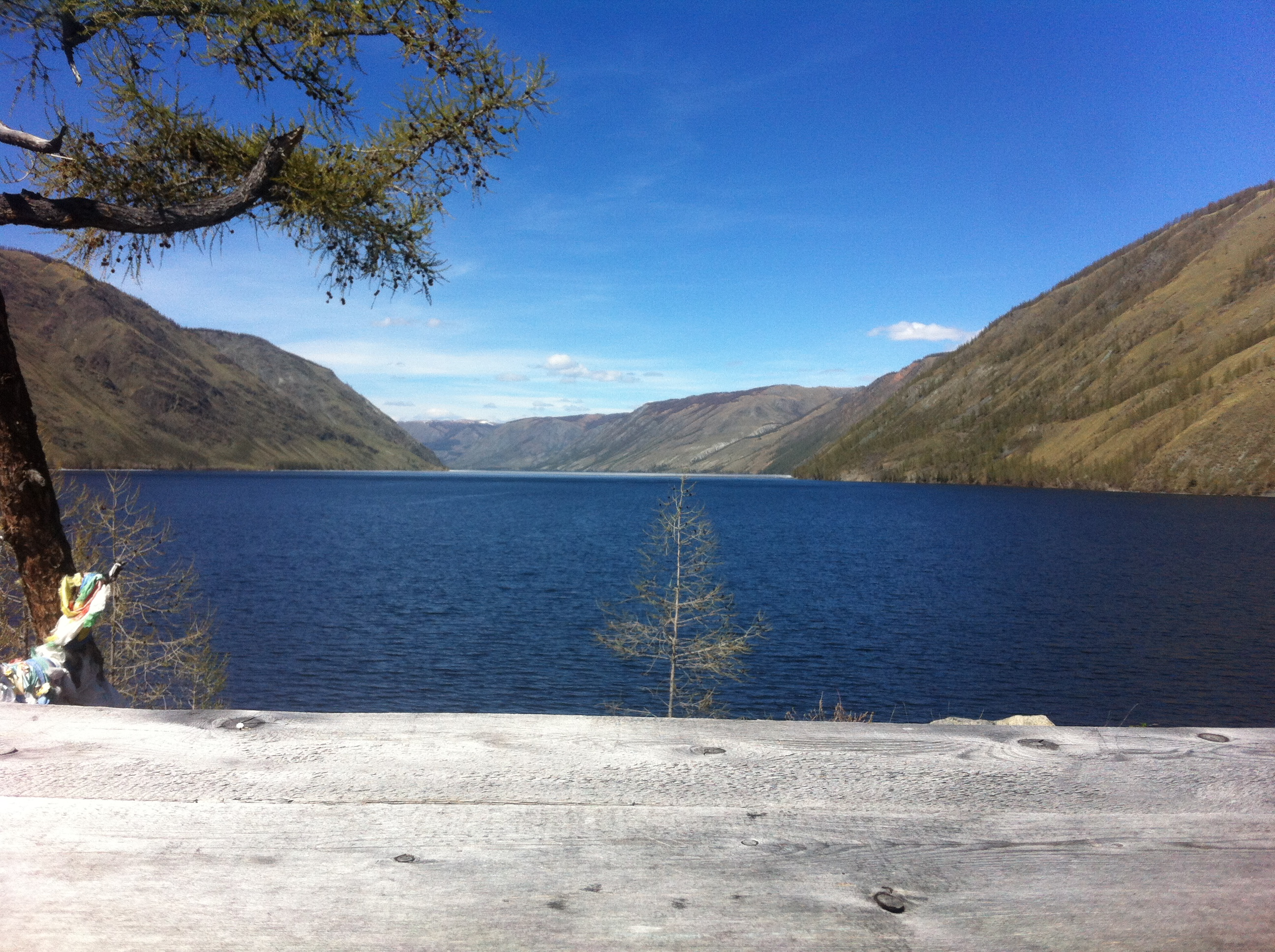
Le Kara-Khol.

### Sismicité
Touva est une région sujette aux tremblements de terre ; en particulier, les 27 décembre 2011, 26 février et 6 juin 2012, trois forts tremblements de terre et de nombreuses répliques se sont produits sur le territoire de la république.
Le 12 janvier 2021, des secousses provoquées par un séisme de magnitude 6,5 dans le nord de la Mongolie et les répliques qui ont suivi ont été ressenties à Touva. À Kyzyl, l'intensité des secousses a atteint 4,5 points, les secousses les plus fortes (6 points) ont été enregistrées dans le village de Kungurtug,.

## Urbanisme

### Voies de communication et transports
Fin 2022, selon Rosstat, la longueur totale des voies publiques dans la république est de 9 103,7 km, dont 416,9 km de routes d'importance fédérale, 2 657,7 km de routes d'importance régionale et 6 029,1 km de routes d'importance locale. La longueur des routes à revêtement dur est de 3 667,1 km (40,3 % du total), tandis que la densité des voies publiques est de 22 km / 10000 km2 dans la république.

### Répartition des terres

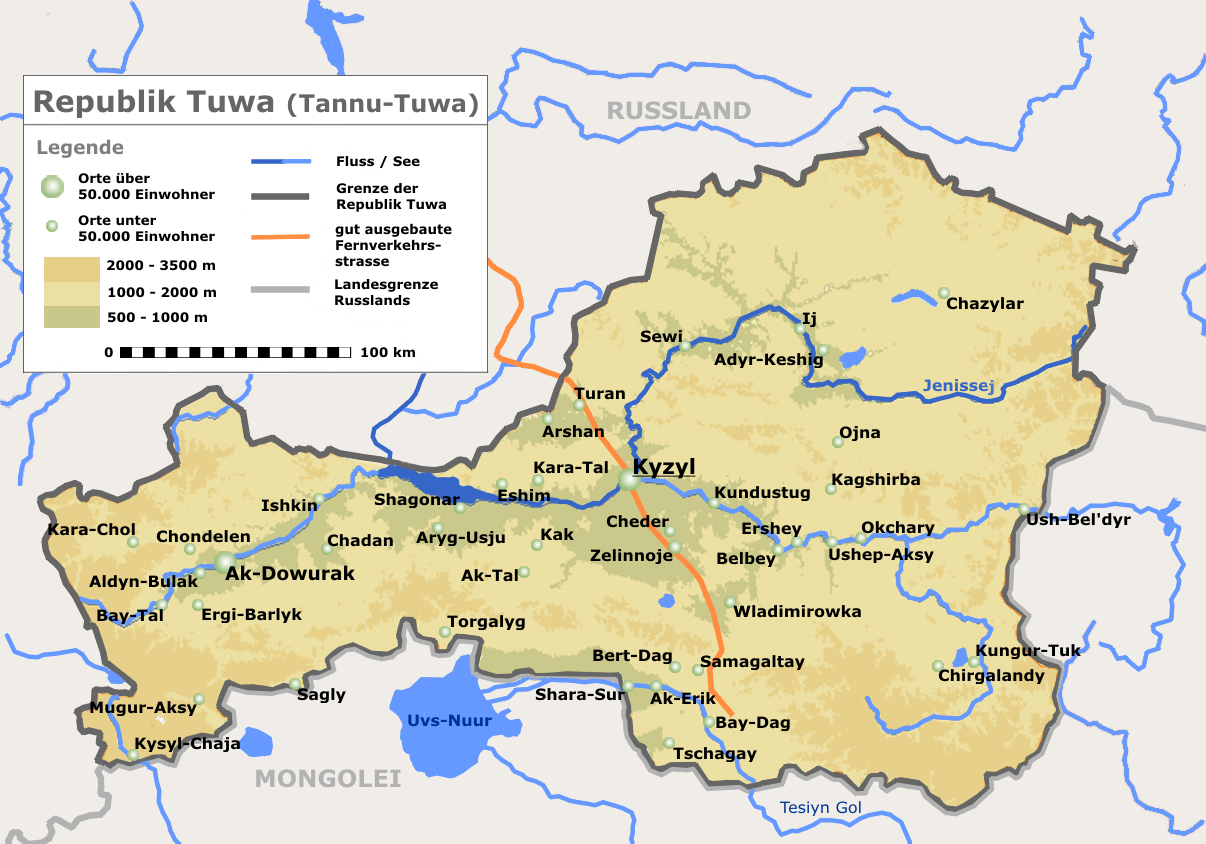
Carte de Touva.

La répartion des terres selon le rapport d'État « Sur l'état et la protection de l'environnement de la fédération de Russie en 2022 » du ministère des ressources naturelles et de l'environnement russe est, selon les catégories du code foncier russe, la suivante:
| Répartition                                  | 2022 (mille ha) | 2022 (%) |
| -------------------------------------------- | --------------- | -------- |
| Terres agricoles                             | 3361,4          | 19,9     |
| Terres des localités                         | 49,6            | 0,3      |
| Terres d'industrie et autres fins spéciales  | 20,2            | 0,1      |
| Terres de territoires et des objets protégés | 655,3           | 3,9      |
| Terres du fonds forestier                    | 10 882,9        | 64,5     |
| Terres du fonds aquatique                    | 96,3            | 0,6      |
| Terres de réserve                            | 1794,7          | 10,7     |
| Total                                        | 16 860,4        | 100      |

## Histoire

### De l'Antiquité à la Chine
La région fait partie de différents khanats turcs jusqu'en 1207, lors de sa conquête par les Mongols.
Au XVIIIe siècle, la région est intégrée à l'Empire mandchou de la dynastie Qing sous le nom de Tannu Uriankhai (traduit en chinois : 唐努乌梁海 ; pinyin : tángnǔ wūliánghǎi). Elle conserve toujours aujourd'hui une division administrative en bannière (kojuun) issue du régime des ligues et bannières mis en place par les Mandchous à partir de 1649.

### Protectorat de l'Empire russe

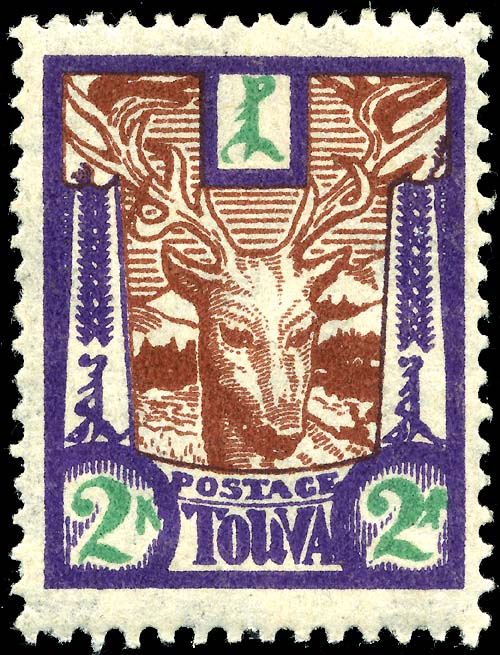
Timbre du Tannou Touva indépendant (1927).

Après la révolution nationale mongole de 1911, les princes touvains furent divisés en trois groupes : certains soutenaient l'indépendance, d'autres proposaient de faire partie de la Mongolie et les autres proposaient de faire partie de l'Empire russe.
Après la révolution Xinhai en Chine (1911-1912), des princes ont fait appel à plusieurs reprises au gouvernement tsariste en lui demandant d'accepter Touva sous le protectorat de l'Empire russe. Il fut décidé d'accéder à la demande et ainsi, en 1914, Touva entra volontairement dans le protectorat russe sous le nom de Kraï d'Uriankhai dans le cadre du gouvernement du Ienisseï avec le transfert des affaires politiques et diplomatiques de Touva au gouverneur général d'Irkoutsk. La même année commença la construction de la capitale de la région, baptisée Belotsarsk en l'honneur du « tsar blanc », c'est-à-dire de l'empereur russe,.

### République populaire de Tannou-Touva
Le 18 juin 1918, une réunion conjointe des congrès russe et touvans a eu lieu dans le kraï d'Uriankhai, au cours de laquelle le traité sur l'autodétermination de Touva, l'amitié et l'assistance mutuelle des peuples russe et touva a été adopté à l'unanimité.
À partir du 7 juillet 1918, le kraï d’Uriankhai est presque entièrement occupé par les troupes de l'amiral Alexandre Koltchak. Le 14 juin 1919, les troupes bolchéviques de la république soviétique de Badjeï sous le commandement d'Alexander Kravtchenko et de Piotr Chtchetinkine ont quitté le territoire des comtés de Kansk et de Krasnoïarsk vers le kraï d'Uriankhai. Le 18 juillet, ils s'emparent de la capitale de le kraï d'Uriankhai, Belotsarsk.
Au milieu de l'année 1921, les révolutionnaires touvains, soutenus par la RSFSR, décidèrent de proclamer l'indépendance de Touva en créant une république populaire de Tannou-Touva. La Constitution, le drapeau, les armoiries ont été adoptés, les réserves d'or, le budget et les ambassades en URSS et en République populaire mongole ont été approuvés. L'Armée rouge quitte Touva en 1923. Cette indépendance est toutefois très relative, puisque la République est officiellement placée sous la protection de l'Union soviétique. Ainsi, le pouvoir soviétique fait interdire le chamanisme à Touva en 1931. Dans les faits, toutes les décisions importantes passent par l'aval de son protecteur.
En 1926, la république est renommée république populaire de Touva. L'État a été reconnu par l'URSS en 1924 et la République populaire mongole en 1926, mais n'a pas été reconnu par la Chine et par la plupart des pays du monde, qui considéraient Touva comme faisant partie de la Chine.
En 1932, un accord est signé à la frontière entre le Tannou-Touva et la République populaire mongole, qui prévoyait le transfert au Touva d'une partie des territoires contestés au sud de la crête de Tannu-Ola. Ces territoires comprenaient les kojuuns modernes du Moungoun-Taïga, d'Oviour, de Tes-Khem et d'Erzine. Cet accord, conclu grâce à la médiation de l'URSS, fut reçu de manière ambiguë en Mongolie et ne fut pas ratifié par celle-ci. En 1937, la partie mongole a déclaré « injuste » l’accord frontalier de 1932 conclu sous la pression de l’URSS et a proposé à plusieurs reprises de le réviser, y compris après l’adhésion de Touva à l’URSS. Cependant, toutes ces propositions ont été rejetées par le côté touva-soviétique.

### Touva pendant la Seconde Guerre mondiale
Le 25 juin 1941, la République populaire de Touva entre dans la Seconde Guerre mondiale aux côtés de l'URSS, déclarant la guerre à l'Allemagne nazie, et devient le premier État à s'allier officiellement à l'Union soviétique contre le Troisième Reich,.
De juin 1941 à août 1944, la République populaire de Touva a fourni à l'URSS 50 000 chevaux, ainsi qu'environ 750 000 têtes de bétail, dont près de 650 000 gratuitement. Ainsi, de chaque famille touvaine, qui comptait en règle générale 130 têtes en moyenne, 10 à 100 têtes de bétail ont été fournies à l'URSS. Pendant la guerre, Touva a fourni à l'armée soviétique 52 000 paires de skis, 10 000 manteaux en peau de mouton, 19 000 paires de mitaines, 16 000 paires de bottes en feutre, 67 tonnes de laine, 400 tonnes de viande, de seigle, de farine d'orge et de fonte. du beurre, ainsi que des dizaines de tonnes de miel, de fruits et légumes, de baies et de concentrés en conserve, de produits à base de poisson, des tonnes de pansements, de médecines alternatives, de cire et de résine, et environ 90 % gratuitement. En outre, à la fin de la guerre, 30 000 vaches ont été transférées à la RSS d'Ukraine, à partir de laquelle a commencé la reprise de l'élevage d'après-guerre dans les territoires libérés. La totalité des réserves d'or de la république a été transférée à la disposition de l'URSS et la production d'or de Touva s'élevait au total à 35 millions de roubles (à l'époque),.
En 1942, le gouvernement de l'URSS a autorisé l'acceptation de volontaires de Touva et de Mongolie pour le service militaire. Auparavant, la mobilisation des citoyens russophones dans l'Armée rouge avait été annoncée. Les premiers volontaires rejoignirent ses rangs en mai 1943 et furent enrôlés dans le 25e régiment de chars distinct (depuis février 1944, un régiment faisant partie de la 52e armée du 2e front ukrainien), qui participa aux hostilités sur le territoire de l'Ukraine et de la Moldavie, ainsi qu’en Roumanie, Hongrie et Tchécoslovaquie.
En septembre 1943, le deuxième groupe de volontaires (206 personnes) est enrôlé dans la 8e division de cavalerie, où ils participent à un raid sur les arrières allemands dans l'ouest de l'Ukraine. Au total, pendant les années de guerre, jusqu'à 8 000 habitants de la République populaire de Touva et de Touva soviétique ont servi dans les rangs de l'Armée rouge, beaucoup d'entre eux ont reçu des ordres et des médailles de l'URSS et de la République populaire de Touva pour leurs mérites militaires.

### Sous l'URSS

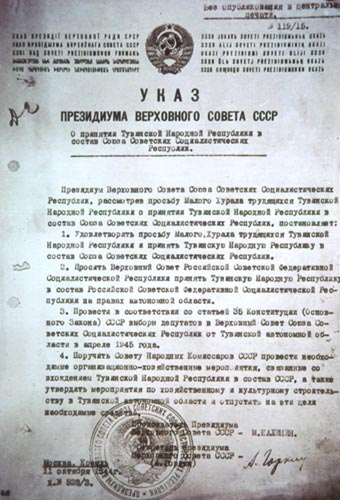
Décret « Sur l'admission du Tannou-Touva à l'URSS » du 11 octobre 1944.

Le 11 octobre 1944, avec l'approbation du petit Khoural touvain, le Touva est annexé par l'URSS, intégré sous le nom d'oblast autonome de Touva, bien qu'il n'y ait pas eu de consultation à l'échelle du pays sur la question. Le Khoural formalise l'annexion lors de sa dernière session, le 1er novembre 1944. Le petit Khoural est transformé en Conseil des députés des travailleurs de l'oblast autonome de Touva, avec à sa tête le comité exécutif du Conseil régional des députés des travailleurs. Ces nouveaux organes ont été dépourvus de leur pouvoir, étant donné que c'est Salchak Toka qui garde le pouvoir jusqu'à sa mort en 1973.
L'oblast autonome de Touva devient la RSSA de Touva le 9 octobre 1961 et elle est reconnue par décret du Præsidium du Soviet suprême le lendemain 10 octobre,. Le 8 décembre 1961, le Soviet suprême de l'Union soviétique reconnait la nouvelle entité administrative à son tour.
La période soviétique a entraîné d'importants bouleversements d'ordre démographique, politique, culturel et socio-économique. L'économie traditionnelle, avec les diverses formes de pastoralisme, et le nomadisme, a été remplacée par une économie planifiée alors que la sédentarisation s'est produite.

### Fédération de Russie depuis 1990
À la fin de la guerre froide, Touva accède à plus d'autonomie et c'est ainsi qu'en 1990, le pays déclare sa souveraineté, tout en faisant partie de la fédération de Russie. En 1993, une nouvelle version de la Constitution de la république a été adoptée, avec comme nom de la région « République de Touva ». À cette époque, Moscou craignait les velleités d'indépendance de la région, sans que cela se concrétise.
En raison de l'effondrement de l'URSS, la république connaît crise économique et thérapie de choc, faisant rentrer la région dans l'économie de marché. Désormais, l'élevage traditionnel avec le pastoralisme nomade est devenu marginal en Touva. D'un point de vue démographique, la chute de l'URSS a entraîné l'émigration massive des populations russes hors de la république. Cela a permis aux Touvains d'accéder à la propriété, principalement dans les khrouchtchevka jusque-là occupés par des Russes ou par des élites touvaines constituées pendant les années 1950 à 1970.

Revendications territoriales de la république de Chine (Taïwan).

Du fait de son passé au sein de la république de Chine avant 1921, le Touva fait encore aujourd'hui l'objet, comme l'ensemble de la Chine, d'une revendication territoriale de Taïwan[source insuffisante], revendication qui n'est toutefois pas poursuivie activement depuis plusieurs décennies.
La République populaire de Chine reconnaît la pleine souveraineté de l'URSS sur Touva en 1989, quand les deux puissances se réconcilient, après une longue rupture de presque trente ans. En réponse, l'URSS ne reconnaît que la république populaire de Chine, et rompt toutes ses relations avec Taïwan.
Dans la Constitution actuelle de la République de 2001, les noms « République de Touva » et « Touva » sont devenus équivalents. La Constitution, adoptée lors d'un référendum le 6 mai 2001, ne contenait aucune mention de souveraineté et égalisait les droits des langues russe et touvaine. En outre, la Constitution de 2001 a aboli le poste de président de la république et le chef de la région a été déclaré président du gouvernement, nommé par le président de la Russie (rétabli au suffrage universel par la suite).
En 2013, la république a ouvert un bureau de représentation en Mongolie pour développer les liens commerciaux avec sa voisine.
L'invasion russe de l'Ukraine a eu un important impact sur Touva et sa population. Avec la Bouriatie, elle occupe la tête du classement du plus de morts par nombres d'habitants dans les sujets russes. D'après les habitants, les autorités ont donné des moutons en guise de compensation aux familles des soldats tués pendant la guerre. L'armée russe utilise beaucoup de Touvains comme officiers de liaisons pour communiquer avec ses troupes touvaines, car les Touvains sont peu russifiés, officiers de liaisons qui sont en première ligne, et qui, par conséquent, ont une grande chance d'être tués,.

## Politique et administration

### Organisation des pouvoirs

#### Gouverneur

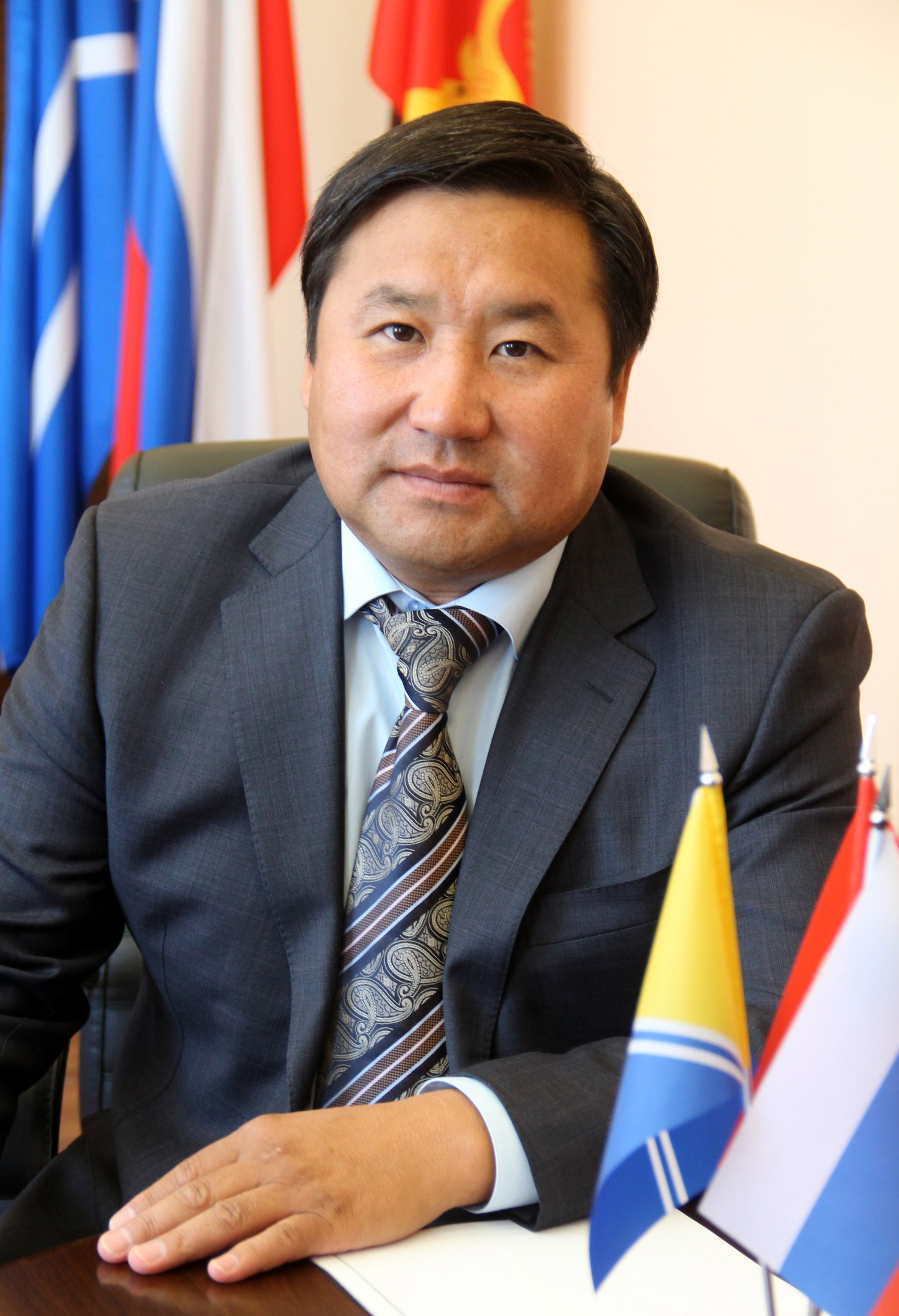
Vladislav Khovalyg.

La Constitution de la république de Touva du 6 mai 2001 détermine l'organisation du pouvoir dans le sujet fédéral. Le chef de la république (anciennement connue sous le nom de président) détient le pouvoir exécutif dans le territoire, nommant le gouvernement de la république, et en étant son chef de gouvernement. Le chef est élu au scrutin uninominal majoritaire à deux tours pour un mandat de cinq ans, sauf si un candidat dépasse les 50 % au premier tour. Lorsqu'un gouverneur démissionne, c'est le président de la Russie qui est chargé d'en nommer un par intérim en attendant une nouvelle élection,.
Les dernières élections, qui ont eu lieu en septembre 2021, ont vu Vladislav Khovalyg, le chef par intérim depuis avril, l'emporter avec 86,81 % des suffrages exprimés au premier tour.
| Période      | Période      | Identité                | Étiquette   | Qualité                                                             |
| ------------ | ------------ | ----------------------- | ----------- | ------------------------------------------------------------------- |
| 15 mars 1992 | 6 avril 2007 | Cherig-ool Oorjak       | KPRF        | Président du Conseil des ministres de la RSSA de Touva (1990-1992). |
| 6 avril 2007 | 7 avril 2021 | Cholban Kara-ool        | Russie unie | Président du Grand Khoural de Touva (1998-2002)                     |
| 7 avril 2021 | En cours     | Vladislav Khovalyg (en) | Russie unie | Avocat                                                              |

#### Pouvoir législatif
Le khoural suprême de la république de Touva détient le pouvoir législatif du territoire. Formé en août 1921, il a été réaffirmé par l'actuelle constitution de 2001, et il est monocaméral depuis 2010. Il est composé d'un total de 32 sièges renouvelés tous les cinq ans, dont 16 sièges au scrutin uninominal majoritaire à un tour dans autant de circonscriptions électorales, et 16 sièges au scrutin proportionnel plurinominal,.
Aux dernières élections en septembre 2019, cinq partis ont pu concourir pour les sièges à la proportionnelle : Russie unie, Russie juste, le KPRF, le LDRP et les Communistes de Russie. Au terme des élections, Russie unie a remporté 30 sièges (dont les 16 à la proportionnelle), et le LDPR les deux restants, ces deux sièges venant de circonscriptions uninominales. Depuis 2010, le président du khoural est Kan-ool Timourovitch Davaa (ru), de Russie unie.

### Tendances politiques
Les résultats considérables de Russie unie aux diverses élections peuvent aussi s'expliquer en partie par le ministre Sergueï Choïgou, né dans une famille mixte russo-touvaine. Ministre des Situations d’urgence, cofondateur de Russie unie, et ministre de la Défense, il a été admiré par les Touvains et d'autres peuples de Sibérie pour sa carrière qui a fait de lui un homme extrêmement populaire, qui apportait la gloire à son peuple. Enfin, la propagande russe est importante à Touva, car les populations sont non russophones. Les médias locaux sont détenus par les élites russes, diffusant les informations en russe et en touvain, tandis que les enseignants sont obligés d'aborder la guerre avec l'Ukraine d'une manière patriotique.

### Résultats et fraudes
Le Centre de données et de recherche sur la Russie (CEDAR) montre que la région affiche généralement plus de 30 % de votes falsifiées par élection, aux côtés de régions comme le Primorié, la Tchouvachie et la Khakassie. Le quotidien russe Kommersant a rapporté lui lors des législatives régionales de 2019 de nombreuses irrégularités : explusions d'observateurs des bureaux de vote, bourrage d'urnes, votes de personnes non inscrites. Le LDPR et le KPRF n'ont pas reconnu les résultats. Selon un politologue interrogé par le journal, c'était le seul sujet russe au-delà de l'Oural à afficher des résultats autant élevés qu'en Ciscaucasie, comme la Tchétchénie, et les élections ne sont pas reconnues comme fiables à Touva. Lors des élections de 2019, des tirs ont été tirés sur un bus transportant journalistes et observateurs.
| Scrutin                    | 1er tour | 1er tour | 1er tour | 1er tour | 1er tour | 1er tour | 1er tour | 1er tour  | 1er tour | 1er tour | 1er tour | 1er tour | 2d tour                  | 2d tour                  | 2d tour                  | 2d tour                  | 2d tour                  | 2d tour                  | 2d tour                  | 2d tour                  | 2d tour                  | 2d tour                  |
| Scrutin                    | 1er      | 1er      | %        | 2e       | 2e       | %        | 3e       | 3e        | %        | 4e       | 4e       | %        | 1er                      | 1er                      | %                        | 2e                       | 2e                       | %                        | 3e                       | %                        | 4e                       | %                        |
| -------------------------- | -------- | -------- | -------- | -------- | -------- | -------- | -------- | --------- | -------- | -------- | -------- | -------- | ------------------------ | ------------------------ | ------------------------ | ------------------------ | ------------------------ | ------------------------ | ------------------------ | ------------------------ | ------------------------ | ------------------------ |
| Présidentielle 2012        |          | ER       | 90.00    |          | KPRF     | 4,32     |          | SE        | 1.98     |          | LDPR     | 1.74     | Victoire au premier tour | Victoire au premier tour | Victoire au premier tour | Victoire au premier tour | Victoire au premier tour | Victoire au premier tour | Victoire au premier tour | Victoire au premier tour | Victoire au premier tour | Victoire au premier tour |
| Législative régionale 2014 |          | ER       | 84,03    |          | SRZP     | 4,92     |          | KPRF      | 3,36     |          | Parnatsy | 2,88     | Tour unique              | Tour unique              | Tour unique              | Tour unique              | Tour unique              | Tour unique              | Tour unique              | Tour unique              | Tour unique              | Tour unique              |
| Législative 2016           |          | ER       | 82,61    |          | KPRF     | 4,17     |          | SRZP      | 4,35     |          | LDPR     | 3,12     | Tour unique              | Tour unique              | Tour unique              | Tour unique              | Tour unique              | Tour unique              | Tour unique              | Tour unique              | Tour unique              | Tour unique              |
| Gouvernorale 2016          |          | ER       | 85,66    |          | KPRF     | 5,00     |          | SRZP      | 4,12     |          | LDPR     | 3,16     | Victoire au premier tour | Victoire au premier tour | Victoire au premier tour | Victoire au premier tour | Victoire au premier tour | Victoire au premier tour | Victoire au premier tour | Victoire au premier tour | Victoire au premier tour | Victoire au premier tour |
| Présidentielle 2018        |          | ER       | 91,98    |          | KPRF     | 3.51     |          | LDPR      | 1,71     |          | GRANI    | 1,09     | Victoire au premier tour | Victoire au premier tour | Victoire au premier tour | Victoire au premier tour | Victoire au premier tour | Victoire au premier tour | Victoire au premier tour | Victoire au premier tour | Victoire au premier tour | Victoire au premier tour |
| Législative régionale 2019 |          | ER       | 80,13    |          | LDPR     | 80,13    |          | SRZP      | 4,56     |          | KPRF     | 3,63     | Victoire au premier tour | Victoire au premier tour | Victoire au premier tour | Victoire au premier tour | Victoire au premier tour | Victoire au premier tour | Victoire au premier tour | Victoire au premier tour | Victoire au premier tour | Victoire au premier tour |
| Législative 2021           |          | ER       | 85.34    |          | KPRF     | 4.20     |          | SRZP      | 3,00     |          | LDPR     | 1,82     | Tour unique              | Tour unique              | Tour unique              | Tour unique              | Tour unique              | Tour unique              | Tour unique              | Tour unique              | Tour unique              | Tour unique              |
| Gouvernorale 2021          |          | ER       | 86,81    |          | KPRF     | 4,04     |          | Les Verts | 3,43     |          | KR       | 2,57     | Victoire au premier tour | Victoire au premier tour | Victoire au premier tour | Victoire au premier tour | Victoire au premier tour | Victoire au premier tour | Victoire au premier tour | Victoire au premier tour | Victoire au premier tour | Victoire au premier tour |

### Subdivisions

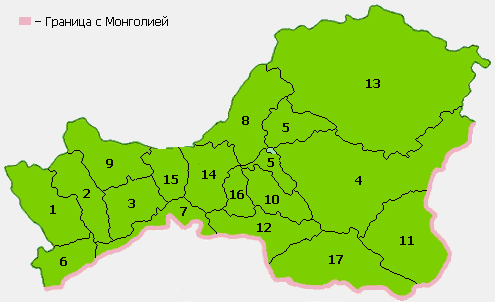
Carte des kojuuns de Touva

Selon la loi de la république de Touva « Sur la structure administrative et territoriale de la République de Touva », le sujet est divisé entre deux villes d'importance républicaine (okrougs urbains) et 17 kojuuns (raïons municipaux, dits aussi « bannières »). Au sein des 17 kojuuns se trouvent quatre villes d'importance de raïon et 120 soumons (des établissements ruraux).

Liste des kojuuns :
- Kojuun du Baï-Taïga
- Kojuun de Baroun-Khemtchik
- Kojuun de Dzoun-Khemtchik
- Kojuun de Khaa-Khem
- Kojuun de Kyzyl
- Kojuun du Moungoun-Taïga
- Kojuun d'Oviour
- Kojuun de Pii-Khem
- Kojuun de Sout-Kol
- Kojuun de Tandy
- Kojuun du Téré-Khol
- Kojuun de Tes-Khem
- Kojuun du Todja
- Kojuun d'Ouloug-Kem
- Kojuun de Tchaa-Khol
- Kojuun de Tchedi-Khol
- Kojuun d'Erzine

## Population et société

### Démographie
Recensements et estimations de la population ,,,:
| 1921   | 1945   | 1950    | 1959*   | 1970*   | 1979*   | 1989*   | 2002*   |
| ------ | ------ | ------- | ------- | ------- | ------- | ------- | ------- |
| 63 000 | 95 500 | 123 000 | 171 928 | 230 864 | 266 453 | 309 129 | 305 510 |

| 2010*   | 2012    | 2013    | 2014    | 2015    | 2016    | 2017    | 2018    |
| ------- | ------- | ------- | ------- | ------- | ------- | ------- | ------- |
| 307 930 | 309 347 | 310 460 | 311 761 | 313 777 | 315 637 | 318 550 | 321 722 |

| 2019    | 2020    | 2021*   | 2022    | 2023    | - | - | - |
| ------- | ------- | ------- | ------- | ------- | - | - | - |
| 324 423 | 327 383 | 336 651 | 336 251 | 337 299 | - | - | - |

| 1959*  | 1970*  | 1979*   | 1989*   | 2002*   |
| ------ | ------ | ------- | ------- | ------- |
| 56 759 | 86 991 | 113 265 | 145 643 | 157 299 |

| 2010*   | 2021*   | 2022    | - | - |
| ------- | ------- | ------- | - | - |
| 163 402 | 183 931 | 182 587 | - | - |

| 1959*   | 1970*   | 1979*   | 1989*   | 2002*   |
| ------- | ------- | ------- | ------- | ------- |
| 115 169 | 143 873 | 153 188 | 163 486 | 148 211 |

| 2010*   | 2021*   | 2022    | - | - |
| ------- | ------- | ------- | - | - |
| 144 528 | 152 720 | 150 022 | - | - |

#### Quelques données démographiques
L’accroissement naturel de la population pour 2010 est de 14 ‰, au troisième rang des régions russes, après la Tchétchénie (23,3 ‰) et l'Ingouchie (17,8 ‰).

### Composition ethnique
En 2021, Touva comptait 83 % de Touvains, peuple turcophone de culture mongole de l'Altaï, 9,5 % de Russes et 0,11 % de Khakasses. Les Russes se concentrent quasi exclusivement dans le nord-est de la république.
| Ethnie    | Rec. 1959 | Rec. 1959 | Rec. 1970 | Rec. 1970 | Rec. 1979 | Rec. 1979 | Rec. 1989 | Rec. 1989 | Rec. 2002 | Rec. 2002 | Rec. 2010 | Rec. 2010 | Rec. 2021 | Rec. 2021 |
| Ethnie    | Nombre    | %         | Nombre    | %         | Nombre    | %         | Nombre    | %         | Nombre    | %         | Nombre    | %         | Nombre    | %         |
| --------- | --------- | --------- | --------- | --------- | --------- | --------- | --------- | --------- | --------- | --------- | --------- | --------- | --------- | --------- |
| Touvains  | 97 996    | 57,0 %    | 135 306   | 58,6 %    | 161 888   | 60,5 %    | 198 448   | 64,31%    | 235 313   | 77,02 %   | 249 299   | 80,96 %   | 279 789   | 83,11%    |
| Russes    | 68 924    | 41,0 %    | 88 385    | 38,3 %    | 96 793    | 36,2 %    | 98 831    | 32,03%    | 61442     | 20,11%    | 49 434    | 16,05%    | 31 927    | 9,48%     |
| Khakasses | 1726      | 1,0 %     | 2120      | 0,9 %     | 2193      | 0,8 %     | 2258      | 0,73%     | 1219      | 0,40 %    | 877       | 0,28 %    | 359       | 0,11%     |
| Autres    | 3282      | 1,0 %     | 5053      | 2,2%      | 5579      | 2,5%      | 9592      | 2,93%     | 7536      | 2,47%     | 8411      | 2,71%     | 24 576    | 7,3%      |

Données ethniques selon le recensement de 2010
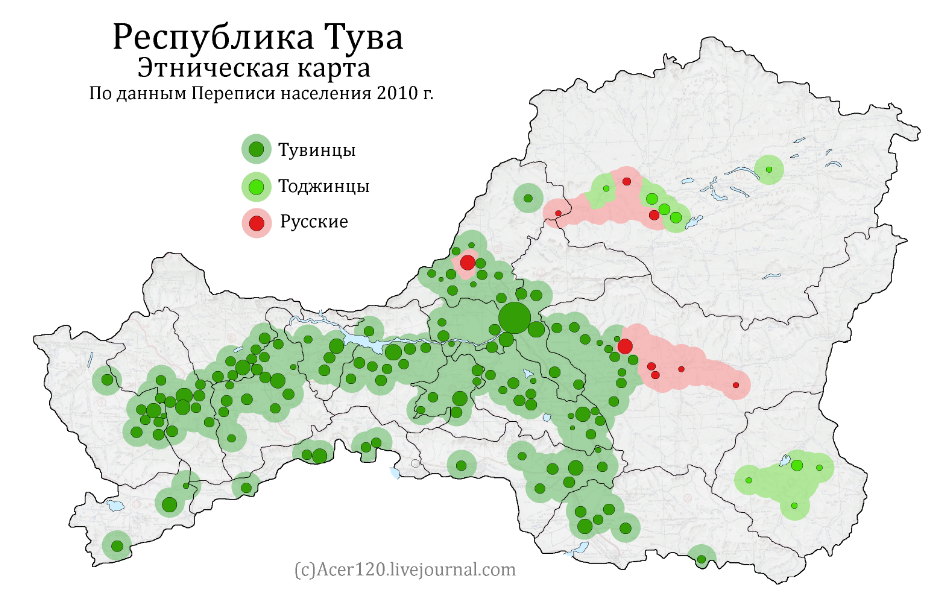
Carte ethnique de Touva par localité
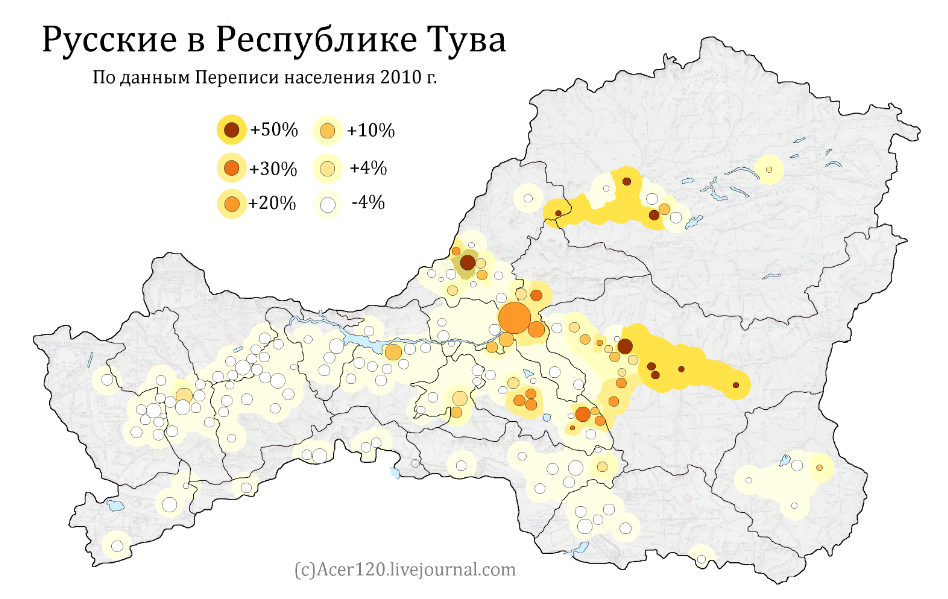
Pourcentage de Russes par localité
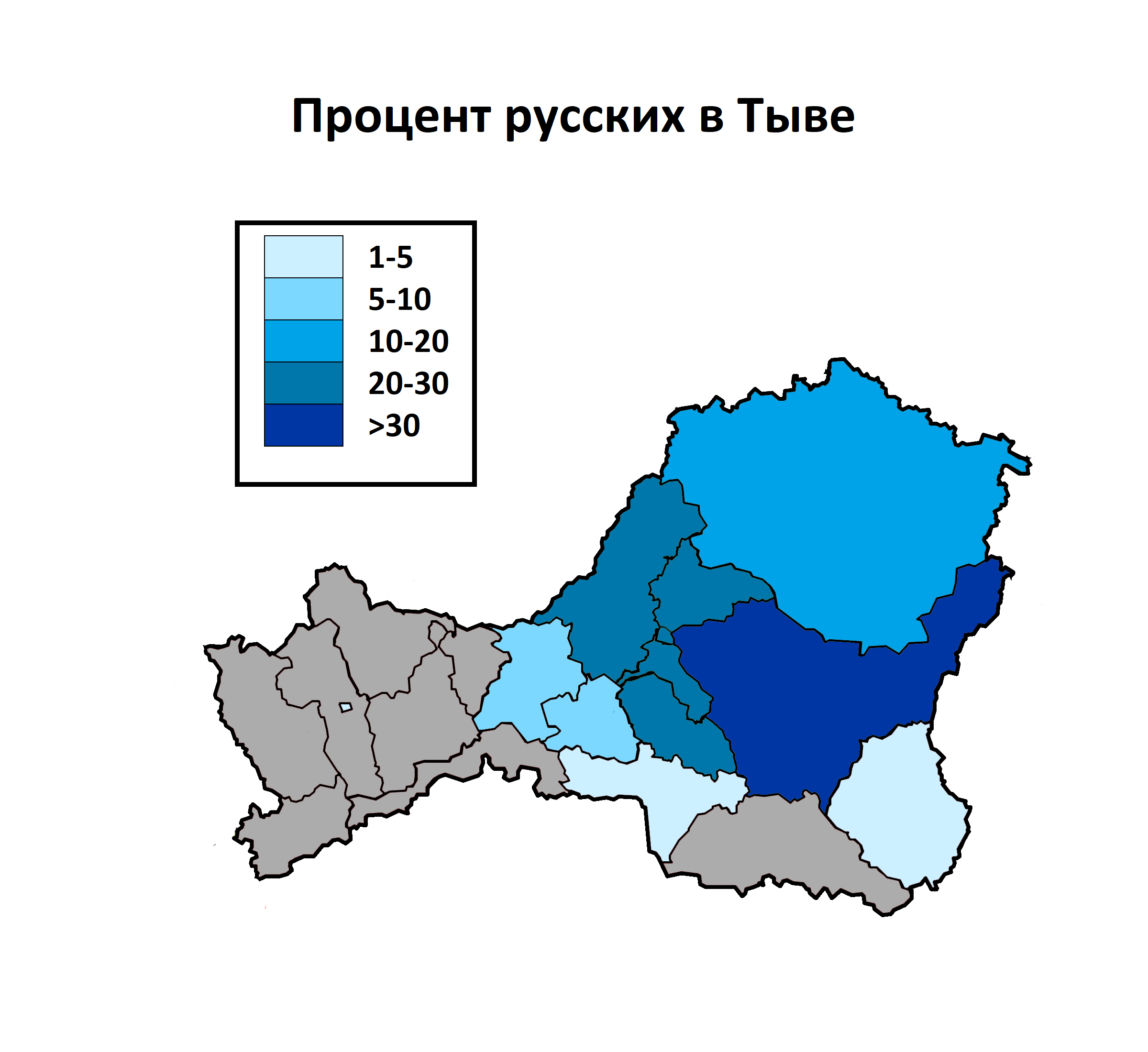
Pourcentage de Russes par kojuuns
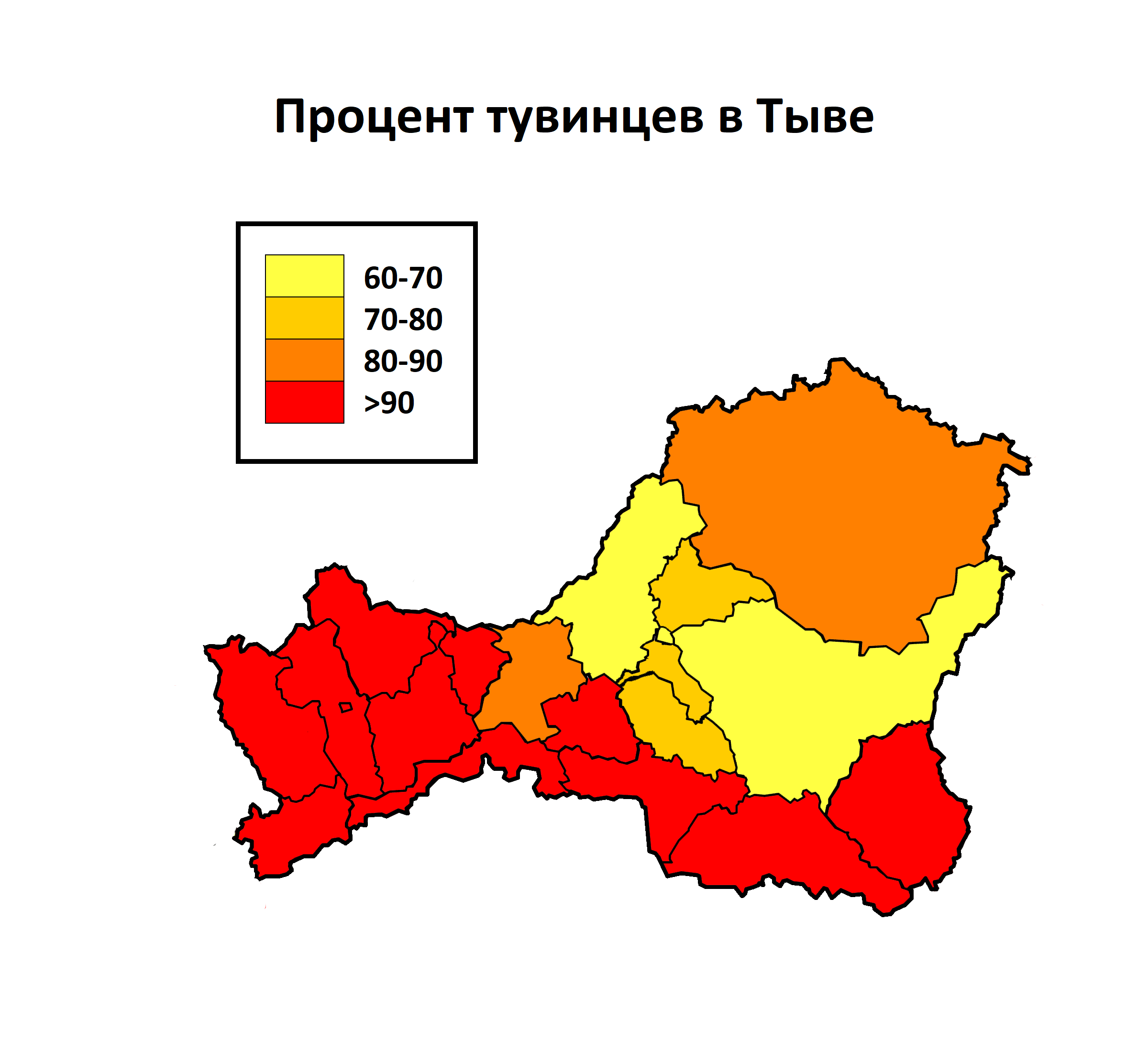
Pourcentage de Touvains par kojuuns

### Criminalité
La république de Touva est celle qui affiche les plus hauts taux de criminalité de Russie. En 2020, il y a eu 29,2 homicides pour 100 000 habitants, contre 4,7 en moyenne dans le pays. Néanmoins, ce taux a tendance à diminuer, et le taux d'homicides en 2020 était celui de l'oblast de Moscou en 2005.

### Langues
La langue touvaine est parlée par 280 000 personnes, et la république est l'une des moins russifiées de Russie. 95 % de la population considère le touvain comme leur langue maternelle et leur langue principale.

### Population active
En 2014, la population en âge de travailler représente 55,9 %, de la population totale, soit un niveau inférieur à la moyenne fédérale, alors que le pourcentage de la population ayant atteint l'âge de la retraite est de seulement 10,1 %, beaucoup moins que la moyenne fédérale qui est de 24 %. Une telle faible proportion de personnes âgées est due non seulement au taux de natalité élevé, mais aussi à une mortalité élevée, au bas niveau des soins de santé et de la qualité de vie, auxquels s'ajoutent les maux sociaux que sont l'alcoolisme et la toxicomanie, mis en exergue dans un rapport de l'Académie des sciences de 2004. Parmi les régions de Russie, Touva se situe en avant-dernière position quant à l'espérance de vie, qui est de 61,8 ans, alors que pour l'ensemble de la fédération de Russie, elle est de 70,9 ans en 2014.

### Principales localités
| 1  | Kyzyl         | 125 241 |
| 2  | Kaa-Khem      | 19 686  |
| 3  | Ak-Dovourak   | 12 456  |
| 4  | Chagonar      | 11 772  |
| 5  | Tchadan       | 9732    |
| 6  | Kyzyl-Majalyk | 4546    |
| 7  | Touran        | 5044    |
| 8  | Saryg-Sep     | 4174    |
| 9  | Soukpak       | 6106    |
| 10 | Mougour-Aksy  | 4512    |

### Religions
Religions à Touva (2012)
- Russe orthodoxe (1 %)
- Bouddhisme (62 %)
- Animisme (8 %)
- Spirituel mais non religieux (8 %)
- Athéisme et Irréligion (12 %)
- autres et non déclarés (9 %)

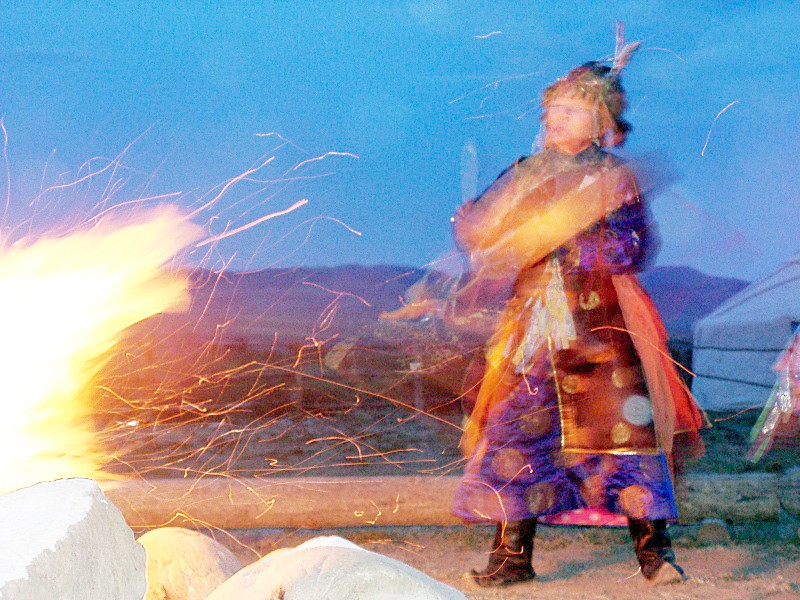
Un chaman pendant une cérémonie en l'honneur du feu près de Kyzyl.

La majorité des Touvains pratiquent le bouddhisme tibétain mâtiné de chamanisme. Une minorité pratique le christianisme orthodoxe russe.

#### Chamanisme
Le chamanisme est officiellement interdit après l’intégration de la république de Touva dans URSS en 1944, ce qui n'empêche pas cette pratique d'exister en secret. Après la dislocation de l'URSS, en 1992, sous impulsion de l'historien Kenin Lopsan, voit le jour la première association de chamans de Touva,. En effet après la chute de l'URSS, régime totalitaire et le départ massif des Russes, les Touvains se sont retrouvés dans une situation de décolonisation culturelle, entraînant le besoin de reconstruire une idéologie nationale.
Les chamans de la génération post-soviétique contrairement à leurs ancêtres ne vivent plus en sein de la nature, mais en ville, sont présents sur les réseaux sociaux et se servent des nouvelles technologies. Ayant pour la plupart exercé dans le temps les métiers socialement reconnus comme juristes, enseignants et autres, ils se disent tous avoir été touchés par ce qu'ils appellent la maladie du chamane, se manifestant par les visions et divers troubles physiques, leur révélant leur vocation. Regroupés dans les établissements appelés les cliniques ces chamans offrent chacun une prestation spécifique - prédiction, massages, soins par les plantes, rituels d'enterrement. Certaines associations à côté d’une salle d’attente, d’espaces pour les consultations disposent même d’une yourte-hôtel pour accueillir les touristes. Cette institutionnalisation des pratiques ancestrales, avec l'établissement d'une direction rituelle, des cartes d'identité et des règles pour l'acceptation de nouveaux membres ont amené certains chercheurs (Agnieszka Halemba, Ulla Johansen, Mihály Hoppál) à remettre en cause l’authenticité des pratiques contemporaines.
Touva est connu de par le monde de par le khöömei, des chants de gorges chamaniques de l'Altaï.

#### Bouddhisme
Il y a près d'un million de bouddhistes en Russie, principalement en Bouriatie, en Kalmoukie et à Touva. Tenzin Gyatso, 14e dalaï-lama a visité Touva en 1992. C'est après cette visite que Jampel Ludoy, futur kamby-lama de Touva, se décida à devenir bouddhiste et se rendit en Inde pour étudier au monastère tibétain de Drepung Goman.

## Environnement

### Faune et flore
La république de Touva a une faune typique de l'écorégion de l'Altaï-Saïan, écorégion à la frontière de la taïga de Sibérie méridionale et des déserts d'Asie centrale. La faune est représentée par 89 espèces de mammifères, environ 378 espèces et sous-espèces d'oiseaux, 9 espèces de reptiles et d'amphibiens, environ 40 espèces et sous-espèces de poissons. Parmi tous les vertébrés, plus de 132 espèces sont rares et menacées, dont beaucoup sont endémiques à Touva.
Le nombre d'espèces de flore et de faune répertoriées dans le livre rouge de la république de Touva est de 306, dont 174 plantes et 132 animaux ; 5 espèces d'animaux et 30 espèces d'oiseaux vivant sur le territoire de la république sont également répertoriées dans le Livre rouge de Russie.

Le fonds forestier de la république couvre 8 061,9 mille hectares en 2023. La répartition des forêts est inégale. Les mélèzes  prédominent dans les forêts du nord et de l'ouest de la république. À mesure que l'altitude augmente, les mélèzes sont remplacés par des cèdres. Les feuillus sont moins présents, et sont remplacés par des bouleaux et des trembles. Sinon, on retrouve des épicéas et des sapins dans la taïga de la république.

Environnement de Touva
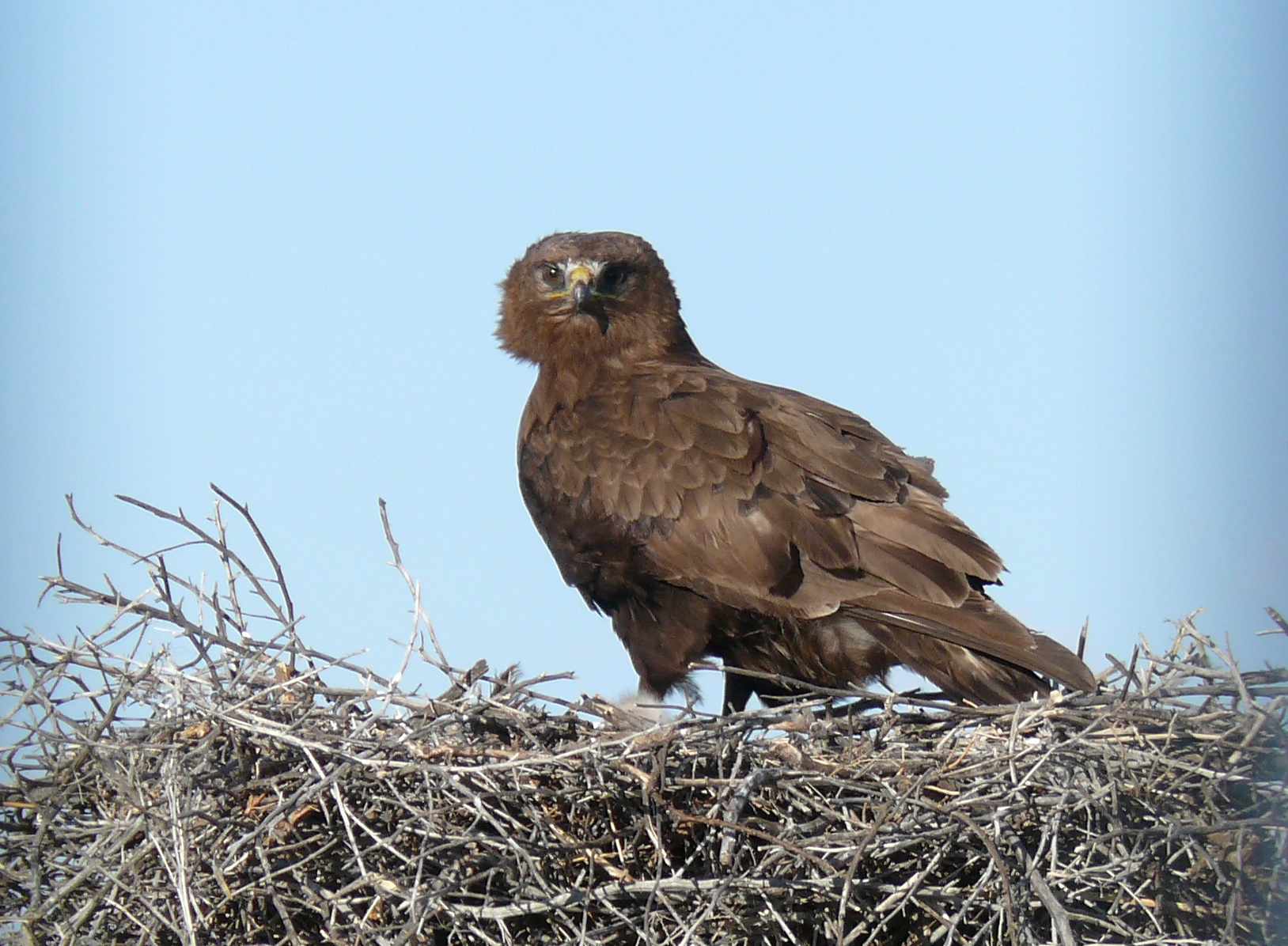
Buse de Chine à Touva.
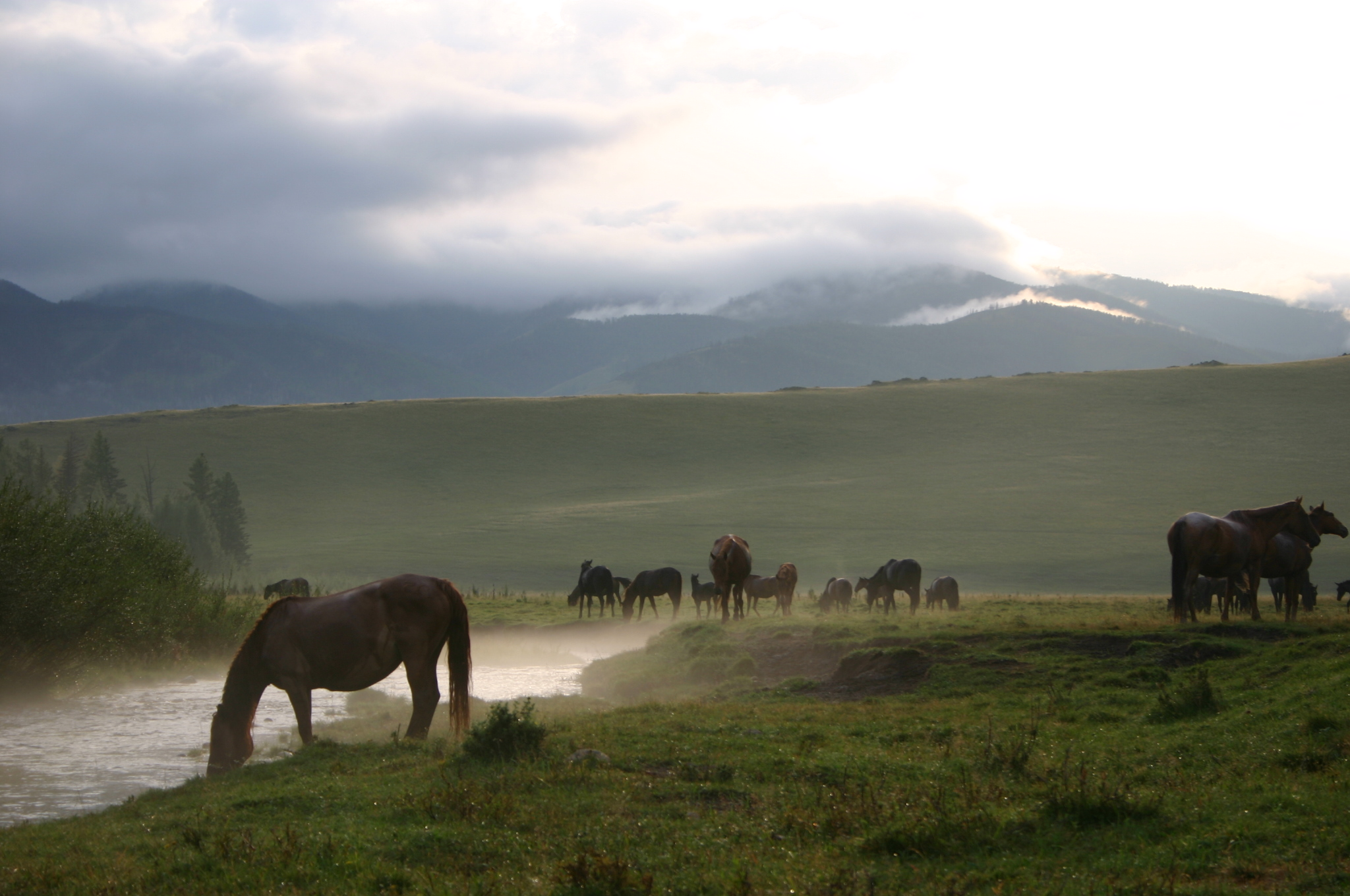
Chevaux touvains dans la kojuun d'Erzine.
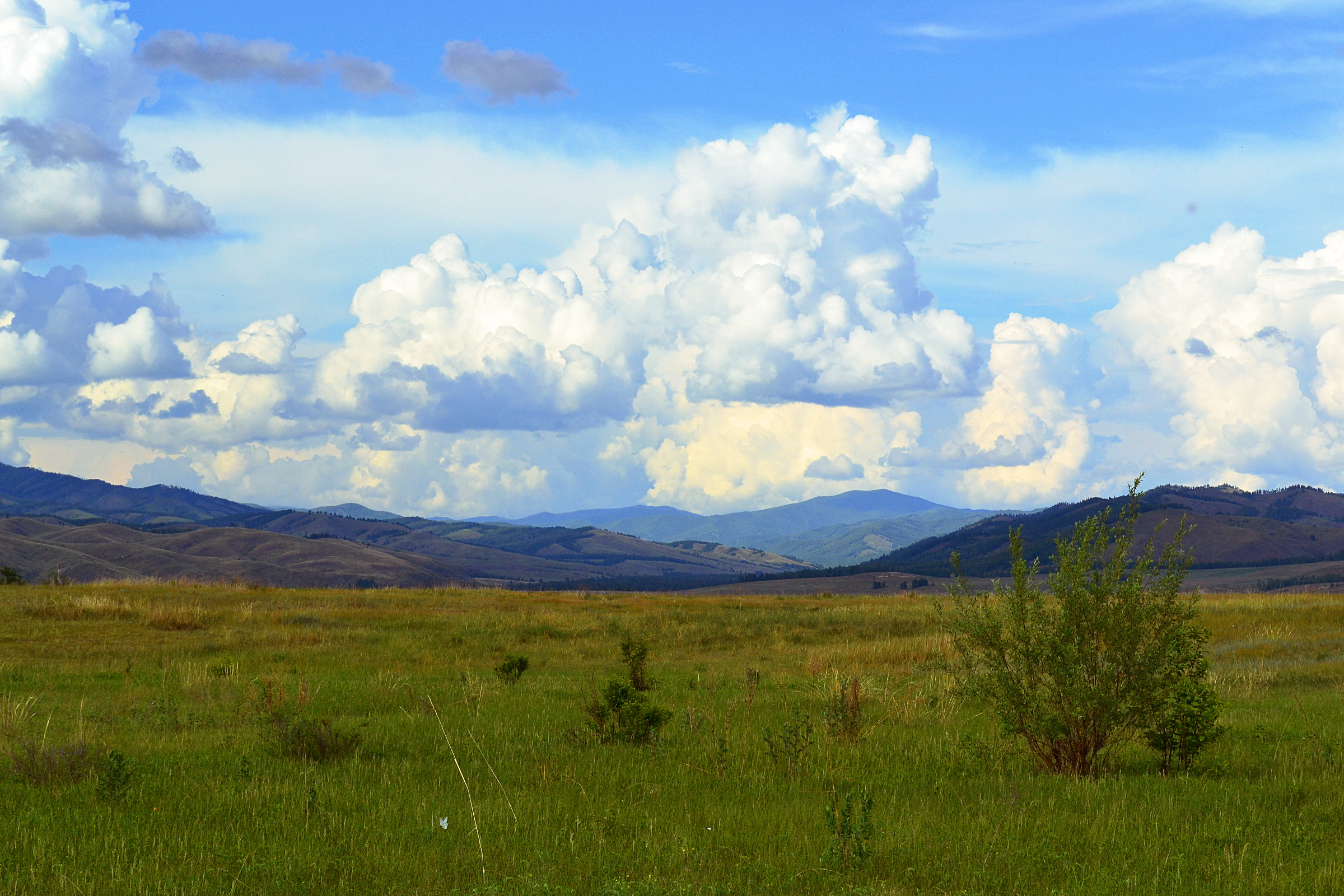
Steppe.
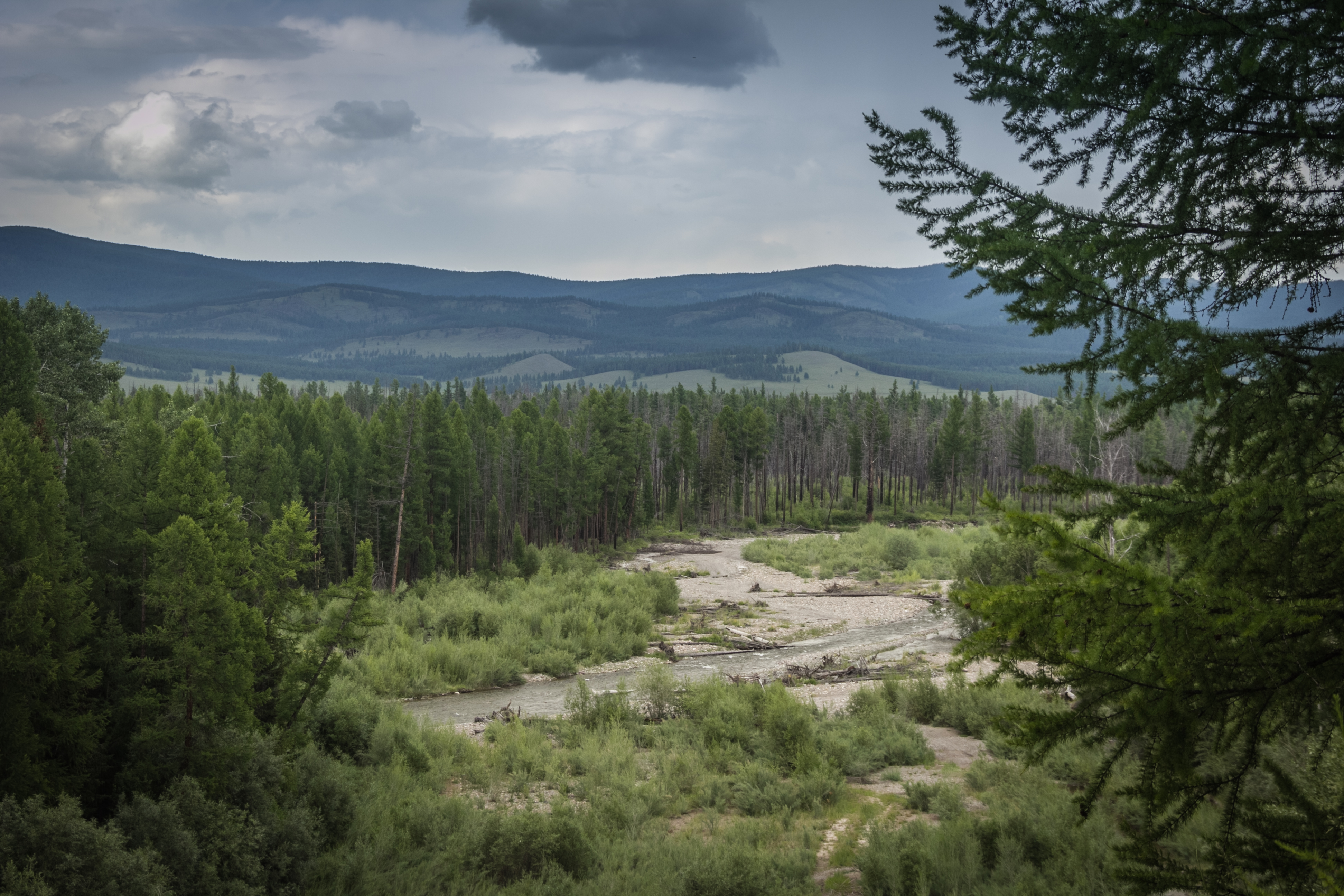
Taïga dans la kojuun du Tchedi-Khol.

### Espaces protégés

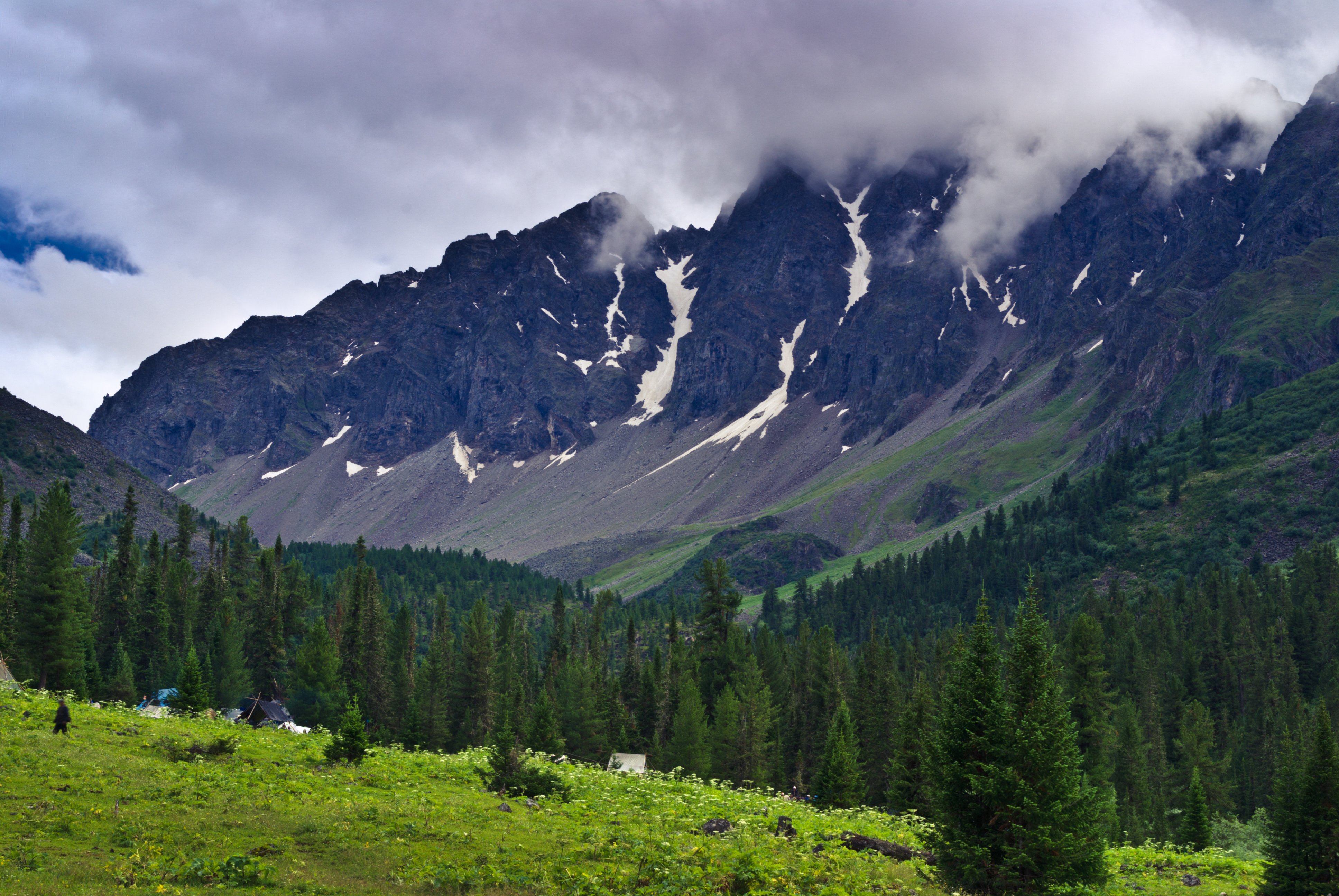
Zakaznik de Arjaan Choygan.

La république de Touva compte en 2023 31 aires protégées. La république comprend deux réserves naturelles d'État (importance fédérale) d'une superficie totale de 657 082 mille hectares ; ainsi que 29 aires protégées d'importance régionale d'une superficie totale de 1 327,379 mille hectares. Dans ces aires régionales, il y a un parc naturel divisé en quatre groupes d'une superficie totale de 621,059 mille hectares ainsi que 13 zakazniks et 15 monuments naturels d'une superficie totale 706,32 mille hectares.

## Économie

### Généralités
L'industrie principale est l'exploitation minière, fondée sur les dépôts des métaux non ferreux, les mines d'amiante, de charbon, d'or et des autres ressources naturelles. Les industries agroalimentaires, l'exploitation forestière et l'industrie de la transformation du bois sont aussi assez bien développés.

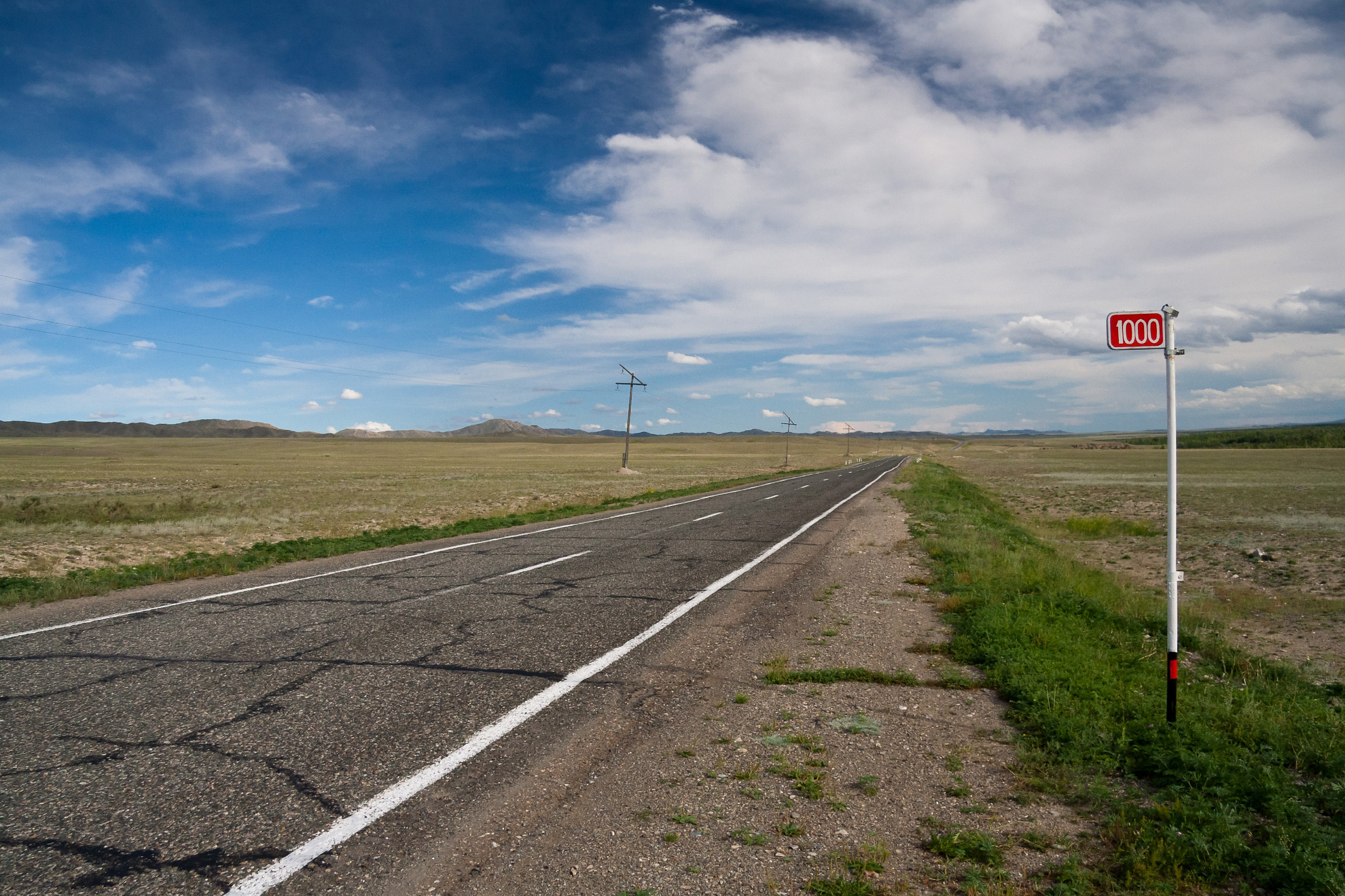
La 93N-110 dans la kojuun de Tes-Khem.

Deux routes relient Touva au reste de la Russie, la route d'Abaza à Ak-Dovourak via le col des Saïan et la R257 via le col de la Bouïba.
Selon Rosstat, le produit régional brut de la république s'élevait à 267,794 7 milliards de roubles en 2021, soit le second plus bas du district fédéral sibérien, et le 82e plus bas des 85 sujets russes, seulement dépassé par l'oblast autonome juif, l'Ingouchie, et la république de l'Altaï.
L'invasion de l'Ukraine par la Russie en février 2022 a entraîné d'importantes sanctions économiques contre la Russie. Selon la Direction générale du Trésor, la croissance industrielle dans la région a augmenté d'entre 0 et 5 % entre janvier et mai 2023, faisant de la république une région peu affectée par les sanctions. Les investissements dans la région ont eux légèrement augmenté, d'entre 0 et 5 %, faisant du sujet une région peu touchée là-aussi. Mais elle profite moins de la réorientation de l'économie vers l'orient, alors que d'autres régions sibériennes et extrême-orientales voient les investissements augmenter de plus de 30 %. Les revenus de l'impôt ont diminué de 32 % en 2022, et de 35 % en 2023, faisant de la région la sixième la plus touchée selon cet indicateur.

### Revenus et pauvreté
La république est la plus pauvre de Russie, avec la proportion la plus élevée de population en dessous du seuil de pauvreté, de 34,1 %. De plus, 6,8 % de la population est en situation d'extrême-pauvreté, le plus haut taux de Russie. La plupart des familles vivent des prestations sociales en raison du manque de travail. Le taux de chômage est d’environ 20 % en 2017.

### Énergie
Fin 2020, 15 centrales électriques fonctionnaient sur le territoire de Touva, dont 14 centrales thermiques et une petite centrale hydroélectrique, d'une capacité totale de 24 MW, dont seule la centrale thermique de Kyzyl d'une capacité de 17 MW fonctionne dans le cadre d'un système énergétique unifié, le reste des centrales électriques fonctionnent de manière isolée. En 2020, la centrale thermique de Kyzyl a produit 37 millions de kWh d'électricité,,.

## Culture locale et patrimoine

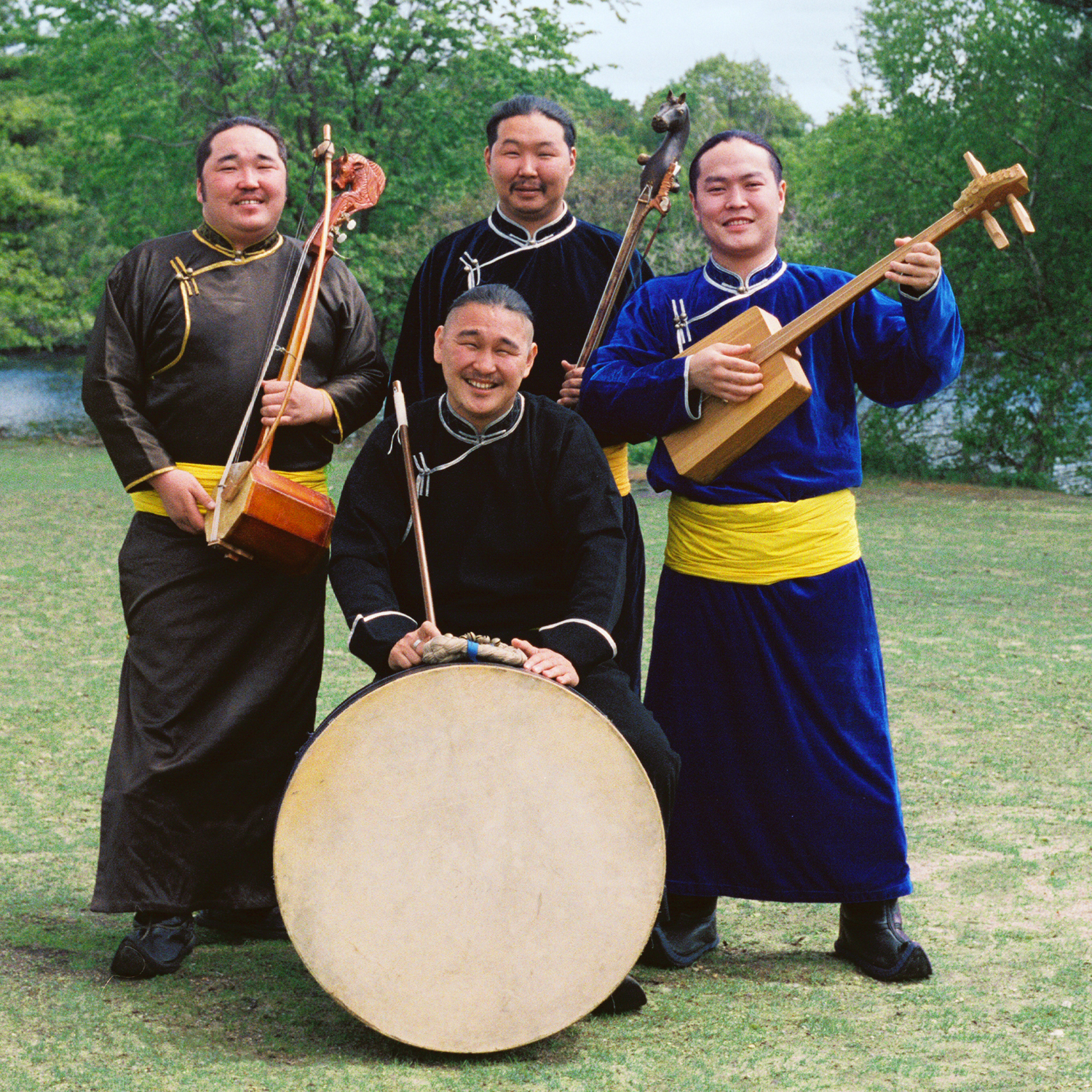
L'ensemble Alash, groupe pratiquant le « khöömei ».

### Monuments
En décembre 2022, il y avait 1 092 objets patrimoniaux culturels sous la protection de l'État, dont 731 objets d'importance fédérale, 73 objets d'importance régionale et 288 objets d'importance identifiés.
| Subdivisions               | Objet d'importance fédérale | Objet d'importance régionale | Objet identifié | Total |
| -------------------------- | --------------------------- | ---------------------------- | --------------- | ----- |
| Kyzyl                      | 1                           | 48                           | 9               | 58    |
| Ak-Dovourak                | 0                           | 0                            | 0               | 0     |
| Kojuun du Baï-Taïga        | 162                         | 4                            | 0               | 166   |
| Kojuun de Baroun-Khemtchik | 57                          | 2                            | 4               | 63    |
| Kojuun de Dzoun-Khemtchik  | 36                          | 4                            | 30              | 70    |
| Kojuun de Khaa-Khem        | 62                          | 3                            | 6               | 71    |
| Kojuun de Kyzyl            | 51                          | 0                            | 103             | 154   |
| Kojuun du Moungoun-Taïga   | 79                          | 0                            | 36              | 115   |
| Kojuun d'Oviour            | 67                          | 0                            | 37              | 104   |
| Kojuun de Pii-Khem         | 36                          | 6                            | 30              | 72    |
| Kojuun de Sout-Kol         | 39                          | 2                            | 2               | 43    |
| Kojuun de Tandy            | 23                          | 1                            | 3               | 27    |
| Kojuun du Téré-Khol        | 1                           | 0                            | 0               | 1     |
| Kojuun de Tes-Khem         | 39                          | 2                            | 0               | 41    |
| Kojuun du Todja            | 2                           | 0                            | 7               | 9     |
| Kojuun d'Ouloug-Khem       | 17                          | 0                            | 14              | 31    |
| Kojuun de Tchaa-Khol       | 23                          | 0                            | 5               | 28    |
| Kojuun de Tchedi-Khol      | 8                           | 0                            | 0               | 8     |
| Kojuun d'Erzine            | 28                          | 1                            | 2               | 31    |
| Total                      | 731                         | 73                           | 288             | 1092  |

### Traditions
Le Khüresh (touvain : Хүреш) est la lutte traditionnelle touvaine, similaire à la lutte mongole.

### Littérature
Les Touvains ont une longue tradition de transmission orale.

### Musique
La république de Touva appartient à une région du monde célèbre pour ses chants traditionnels diphoniques (chants de gorge) appelés khöömei,.
- Musique touvaine